# Історія села Марківців (Бобровицький район)

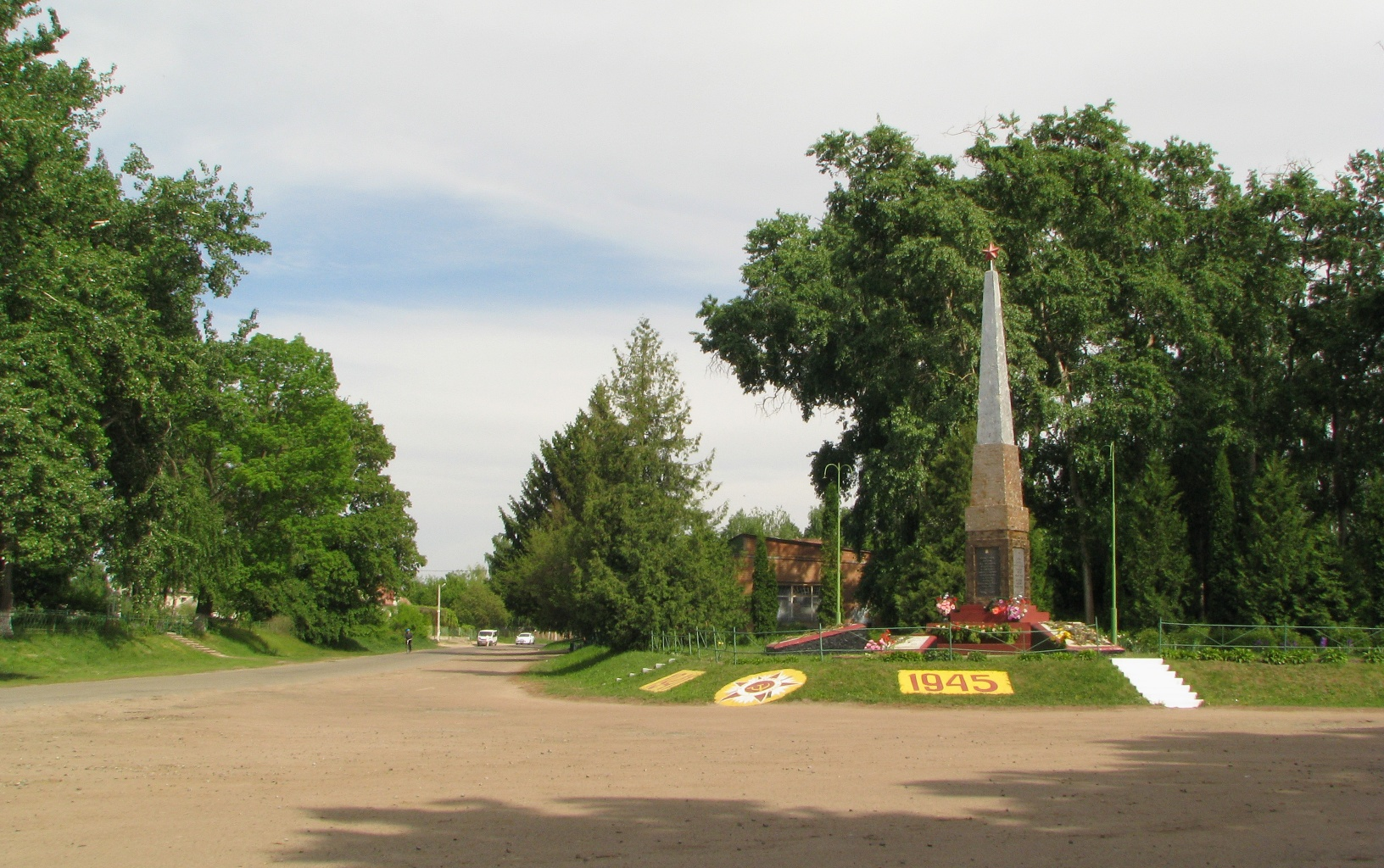
Центр села

Марківці́ — село в Україні, в Бобровицькому районі Чернігівської області. Народна традиційна назва — Марковці́. Село розташоване на заході району за 10 км від райцентру. Біля села є два дачних селища.
Село відоме тим, що 1846 року тут зупинявся та намалював кілька портретів Тарас Шевченко.

## Давні часи
На західній околиці села (в районі вул. Чапаєва) знайдено залишки поселень 3—1 тис. до н. е., XVIII—XIX ст. н. е. («Марківці-1»). За 0,7 км на південний схід від східної околиці села знайдено курган 2—1 тис. до н. е.
На південь від села (між Марківцями та Ярославкою) є височина Княждвір'я (Княжедворище). За переказами та історичними джерелами наприкінці XII ст. у цьому місці чернігівський князь Ярослав побудував замок, який служив укріпленням від нападу кочових племен. Сам володар замку часто приїздив сюди на полювання. Замок і укріплений пункт були зруйновані степовими кочівниками. На цьому кургані місцеві жителі знаходили різні старовинні предмети: уламки стріл, списів і мечів, фрагменти посуду тощо. Зокрема, в Марківцях було знайдено велику печатку (пломбу) у вигляді свинцевого круглого диску з нерівними закругленими краями діаметром 34 мм, товщиною 6 мм і вагою в 43,5 г. На одній стороні зображено княжий знак у вигляді пророслого двозубця, на іншій збереглося рельєфне зображення хреста з розширеними лопатями. Печатка має наскрізний отвір для шнура. Зображення пророслого двозубця зафіксовано, зокрема, на іменній печатці Ізяслава Ярославича. Печатка зберігається в колекціонера Олексія Шереметьєва.
На схід від села (між Марківцями та Бобровицею) біля траси Т 2528 є курган (могила) Балачи́ха. Назва — ймовірно, тюркського походження. Зокрема, татарською балачи́к означає «дитинча».
На захід від села (між Марківцями та Мостищем) у лісі росте великий старий дуб, вік якого налічує 400—500 років.

## Заснування

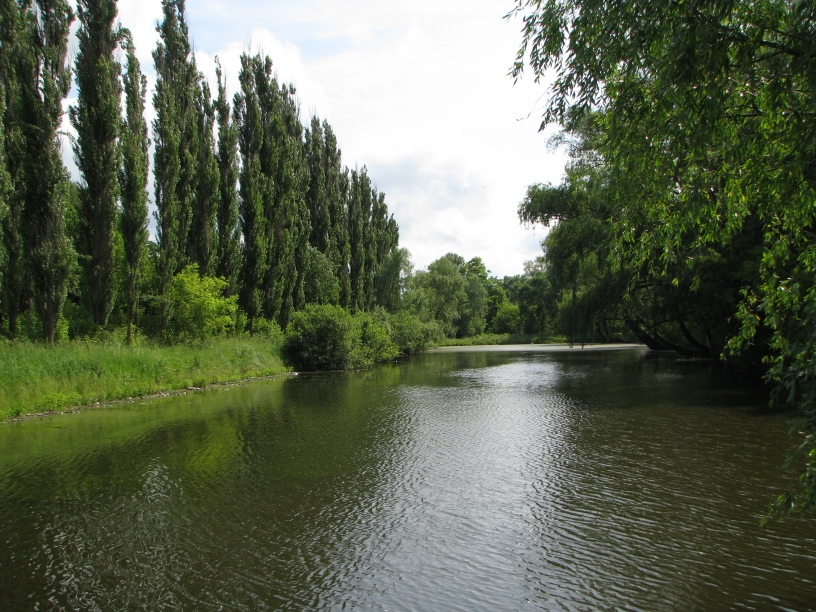
Ревня (Ремня)

За усними переказами, засновником села є Марко Боклан — запорозький козак, який оселився в лісі біля урочища Ревня (нині — озеро Ремня). Перша назва села — Марків хутір.
За В. Б. Антоновичем, після спустошення 1482 року місцевості кримськими татарами на чолі з Менглі Гіреєм залишилися лише окремі хутори. Ці землі ніхто не хотів брати ні за службу, ні в вислугу. Нарешті, 1503 року великий князь Олександр грамотою, даною на ім'я київського воєводи, князя Дмитра Путятича, пожалував усю північну половину Переяславського повіту, що лежала по Трубежу й Супою, як вислугу, своєму дворянину Дашку Івановичу, син якого, відомий своїми подвигами черкаський і канівський староста Остафій Дашкович, міцною організацією козацтва створив надійний оплот для відбиття татарських набігів і дав швидкий хід новій колонізації південних частин Київщини, а разом і власних переяславських «вислуг», у яких «на ґрунтах басанському й биковському» незабаром постало 2 містечка: Басань і Быков, а також 9 сіл: Старая Басань, Марковь, Юрковь, Павловъ, Максимовъ, Брегинцы, Кулажинь, Карпиловка й Воронковъ. Ці великі маєтки по смерті Остафія Дашковича перейшли до старшої племінниці його по сестрі, Духні, що вийшла заміж за зем'янина Стефана Дублянського 1530 року, син якого Григорій унаслідок великих боргів продав 1578 року ці вотчини розбагатілому київському міщанинові (з хрещених татар) Андрію Кошколдовичу, зятю київського війта Василя Черевчея. Коли між тестем і зятем після цієї купівлі виникла суперечка, цим скористався раєць Василь Ходика, який одружив свого брата Федора на єдиній доньці Кошколдовича Богдані. За допомогою нечесних методів Ходики (Криницькі) заволоділи цими землями та навіть примножили їх. Попри намагання Яна Аксака та інших конкурентів відібрати землі, Ходики втримували над ними контроль аж до Хмельниччини. Цю інформацію В. Б. Антонович оприлюднив уперше 1874 року.
Важко довести тотожність згаданого Маркова з Марківцями, але принаймні можна розглядати цю інформацію як версію.
У переписній книзі Малоросійського приказу (1666) серед опису Бобровиці та навколишніх сіл Марківці не згадуються. Натомість є поіменні списки дорослих чоловіків та вдів Бобровиці, Браниці, Мостища, Сухині та Заворич. У списках є, наприклад, Івашко Θедоров сынъ Бурак із Сухині, Наум Бакланенко та Грицко Баклан із Носівки.
У часи Гетьманщини територія Бобровицької сотні з деякого часу підпорядковувалася Київським полковникам. Зокрема, Іван Мазепа Універсалом від 25 січня 1708 р. надав київському полковникові Федорові Коровці-Вольському Бобровицьку сотню та інші маєтності, раніше належні до уряду Київського полку (попереднім полковникам).

## Танські
Раніше офіційно вважалося, що село виникло у другій половині 18 ст. (за однією з версій — після руйнування Запорозької Січі 1775 року). Однак за даними В. Л. Модзалевського 1720 року Михайло Михайлович Танський, Ніжинський полковий обозний (1746), родом із Молдови (за іншими даними — з Сербії), купив землі в Марківцях Бобровицької сотні.
Марківці у складі Бобровицької сотні Київського полку згадуються, зокрема, в документі 1729 року. Згідно з ним, 1726 року въ деревнѣ Марковцяхъ було принаймні 11 дворів, а 1729 року — 7 дворів, які належали Київському полковнику Антону Михайловичу Танському, але були ним передані брату Михайлу. На думку членів Генерального слідства Київського полку, Марківці належали до числа рангових маєтностей, несправедливо розданих гетьманом Іваном Скоропадським своєму оточенню. Цю інформацію оприлюднив український історик М. П. Василенко 1893 року.
Станом на 23 серпня 1737 року за даними ревізії Київського полку в Марківцях було 20 дворів козаків та 13 дворів посполитого населення. Заможних і середньо-ґрунтових ані козаків, ані селян не було — лише малоґрунтові. Серед них — козацький отаман Фɛско Бурак, козацька вдова Фɛска Лук'яниха й козаки: Сɛмɛн Ковтунɛнко, Дмитро Тимошɛнко з братом Іваном, Матвѣй Бурак, Тимух Гук. Серед посполитих до малоґрунтових були Сава Коношɛнко і Грицко Турчин. У Марківцях уже в той час зустрічаються такі прізвища, як Буряк, Боклан, Бокланенко, Литвин, Пінчук, Кошіль.
У архівах зберігся акт купівлі-продажу землі від 1 серпня 1764 року, в якому йдеться, що козак и житель морковскій Микита Бондарь чиню вѣдомо симъ моимъ доброволнимъ купнимъ записом в томъ что продалъ я зятевѣ своему Михаилу Борису огород с поселениемъ купленной мною в козаковъ и жителей марковских Трохима и Тимоха Ковънѣров.
Рум'янцевський опис 1766 року подає таке зображення села:
|  | Малороссійського Киевского полку сотнѣ Бобровицкой деревня Морковцѣ лежащія от полкового города Козелця в 30 верстах, от сотенного мѣстечка Бобровицѣ в 10 верстах же ώная при озере Клину, которое течение имѣеть на полудень, положение жъ оной на ровном месте. |

Прикладом опису 1766 року є опис двору Коношів. Два брата — Григорій та Кирило Коноші — мали кожен своє дворище, але, ймовірно, вели спільне господарство, оскільки статистика подає відомості про чисельність їхньої худоби разом. У братів було 4 воли, 3 корови, 1 теля, 10 свиней, 9 коней і 250 овець та 10 ягнят. Земельний наділ на два господарства становив 14 днів [оранки] або 24360 квадратних сажнів, Григорій Конош (50 років) мав дружину Ганну (45 років) та 7 дітей, а його брат Кирило (40 років) мав дружину Ксенію (40 років) та 6 дітей.
Кількість власницьких посполитих становила приблизно половину населення села. На 1766 рік низка дворів належала Дмитру Михайловичу Танському. Ще 8 дворів належали сотнику Новгородської сотні Стародубського полку, композиторові Андрієві Рачинському. Також у селі був двор жилой новой в нем господских покоев 2, людских 5, де мешкали погоднонаемные робітники. Очевидно, це був той «палац», пам'ять про який збереглася серед старожилів. Імовірно, він належав родині Танських.

## Катериничі
За усними переказами, шляхтич Марко Танський, одружившись зі знатною полячкою, переїхав до Польщі та продав село разом із кріпаками Йосипу Катериничу. Однак за даними В. Л. Модзалевського 20 квітня 1767 року Київський полковий писар Семен Степанович Катеринич купив у Дмитра Михайловича Танського его отцовскія наслѣдственныя «добра» въ дер. Марковцахъ, Бобровицкой сотни, за 700 руб. За нимъ купленныхъ въ г. Козельцѣ, с. Марковцахъ, м. Кобыжчѣ, м. Бобровицѣ и Березинскаго у. въ с. Красиловкѣ 415 душъ (1788).
За однією з гіпотез, його син Семен Степанович, який жив у Козельці й працював канцеляристом, був позашлюбним сином імператриці Катерини II та Кирила Розумовського. Однак, наприклад, іще в козацькому реєстрі 1649 року в тій місцевості, а саме в сотні Носівській та Кобизькій, уже був Иванъ Катεриничъ.
За переказами, останнім сотником (більш імовірно — курінним чи сільським отаманом, оскільки останнім Бобровицьким сотником був Косташ Олександр Матвійович) був Яків Заболотний. Він мав 500 десятин землі, 6 вітряків, 4 олійниці. Селяни його прозивали Тараном. За переказами цей багатий козак всю свою землю перед смертю програв у карти Катериничу і сільському священику. Відтоді Катеринича стали називати паном.
1769 року в Марківцях було майже закінчене будівництво церкви. Однак будівництво вимагало значних коштів і дефіцитного будівельного матеріалу, до того ж треба було купувати церковне начиння і богослужебні книги. У селі були власницькі посполиті, що належали Києво-Печерській Лаврі. Тому власник села київський полковий писар Семен Катеринич 7 грудня 1769 року писав наміснику Лаври архімандриту Зосиму Валькевичу:
|  | К достройкѣ мало недостроенной в деревнѣ Марковцяхъ вновъ церквы [Успенія] Пресвятія Б[огоро]д[и]цы на шалевницѣ, звоницю и прочое нужно потрѣбно лутичного соснового дерева, которого в здешних местахъ взять нѣгде. Кромѣ жъ того недостаетъ четирехъ книгъ до круга церковнаго, якото: Октоиха, Трафолоя и двохъ Триодь: Постной и Цвѣтной, и купить уже нѣзачто. И для того принял я дерзновение и писал к его высокопреподобію гспдну отцу архимандриту с прошеніемъ не можно ли какъ тѣ четире книгѣ от святія Лавры приказать выдать, такь и деревъ с пня лутицъ пятдесятъ вырубить дозволить в пущѣ Сорокошицкой и о том кому надлежитъ дать предложеніе. |

Намісник Лаври задовольнив прохання Катеринича.
1770 року налічувалося 807 прихожан Марковецької церкви: 418 чоловіків та 389 жінок. Це число має приблизно дорівнювати всьому населенню села.

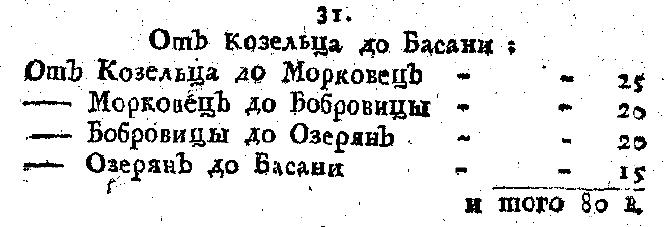
Друкована згадка 1775 року

1775 року було добудовано першу в селі дерев'яну православну Успенську церкву. Можливо, саме цього року село було вперше згадано у друкованих виданнях, а саме, в календарі на 1775 рік, який опублікував у Петербурзі видавець і літератор Василь Рубан. Значну частину «місяцеслова» становив опис шляхів імперії. Зокрема, в ньому згадано тракт Отъ Козельца до Басани: отъ Козельца до Морковецъ — 25 верст, отъ Морковецъ до Бобровицы — 20 верст (очевидно, має бути 10).
За даними 1781 року в селѣ Марковцахъ Бобровицької сотні Козелецького повіту Київського полку була така кількість осель:
Дворянъ и шляхетства — 0, Разночинцовъ — 0, Духовенства — 1, Церковниковъ — 2. Число хатъ — 90. Зокрема: козаковъ выборныхъ — 16, козаковъ подпомощников — 36, мѣщанъ — 0, посполитыхъ коронных, в том числѣ и ранговых — 4, посполитыхъ владѣлческих, разночинческих и козачихъ подсусѣдковъ — 34.
За даними ревізії 1782 року 24 чоловіка та 29 жінок належали до вѣдомства Макаровскаго Києво-Печерської Лаври.
За даними 1787 року в Марківцях мешкали 303 «душі» (дорослих чоловіка) — різного звання казенні люди, козаки та власника надвірного радника Семена Катеринича.
Екстракт із відомостей за 1788 рік Київської єпархії Козелецької протопопії подає відомості, що в приходе Успенском Марковецком народилося 11 хлопчиків та 15 дівчат, вінчалися у церкві законним шлюбом 11 пар, а пішло у небуття 4 чоловіки та 9 жінок.
1790 року було закінчено будівництво (можливо, без жодного цвяха) будинку Катериничів. Цього року налічувалося 864 прихожан Марковецької церкви: 444 чоловіка та 420 жінок.
За списком наявних у Малоросійській губернії селищ 1799—1801 років число душъ (чоловічої статі, що сплачують податки) у селі Морковцы — 364.
1804 року 257 козаків із 7 населених пунктів Козелецького повіту (в тому числі з Марковець) поповнили ряди Александрійського гусарського полку. Вік новобранців — від 19 до 25 років. Ніхто не вмів читати та писати російською мовою. 42 були у шлюбі. Того ж року в Чернігівській духовній консисторії було розглянуто справу про призначення учня Чернігівської духовної семінарії Стрілковського священиком Успенської церкви.
1810 року налічувалося 937 прихожан Марковецької церкви: 483 чоловіків та 454 жінок.
1825 року пономарем, а згодом і дяком у церкві села був дід Павла Тичини — Тимофій Михайлович Тичина, син Михайла Степановича 1750 року народження, диякона Ядлівки. Саме в Марківцях 30 вересня 1850 року народився й батько Павла Тичини Григорій Тимофійович Тичинін. Майбутньому поету він розповідав, що його батько Тимофій Михайлович не дав можливості продовжити навчання після двох років Марковецької приходської школи. У пошуках можливості отримати освіту Григорій Тичинін покинув батьківський будинок.
1830 року в Марковецькій церкві було 1060 прихожан: 528 чоловіків та 532 жінки.
Зі сповідної книги Успенської церкви за 1834 рік відомі прізвища значної частини марківчан: Антипенко, Богомаз, Боклан, Бондар, Борисенко, Буряк, Ведмідь, Вовк, Гайдук, Глущенко, Голик, Гарбуза, Горовий, Гук, Давиденко, Данильченко, Дворник, Довгаль, Донець, Заболотний, Золотар, Зубко, Катеринич (поміщики), Клекочка (у т. ч. пономар Андрій Йосипович Клекочка), Коваленко, Ковнір, Коломієць, Комель, Конішевський, Кононенко, Корявий, Крачило, Курний, Литовка, Лихобатченко, Ліхтар, Овчар, Омельченко, Онищенко, Осауленко, Панченко, Півень, Пінчук, Редько, Сліпенко, Твердомед, Теселько, Третяк, Чернявський (у т. ч. священик Єлисей Діонісович Чернявський), Шевченко.
За деякими не авторитетними даними, 1837 року Петро Андрійович Катеринич (1811—1876), у майбутньому штаб-ротмістр, очільник дворянства Козелецького повіту, власник цукрових та кінних заводів, брав участь у викупі з кріпацтва Тараса Шевченка.

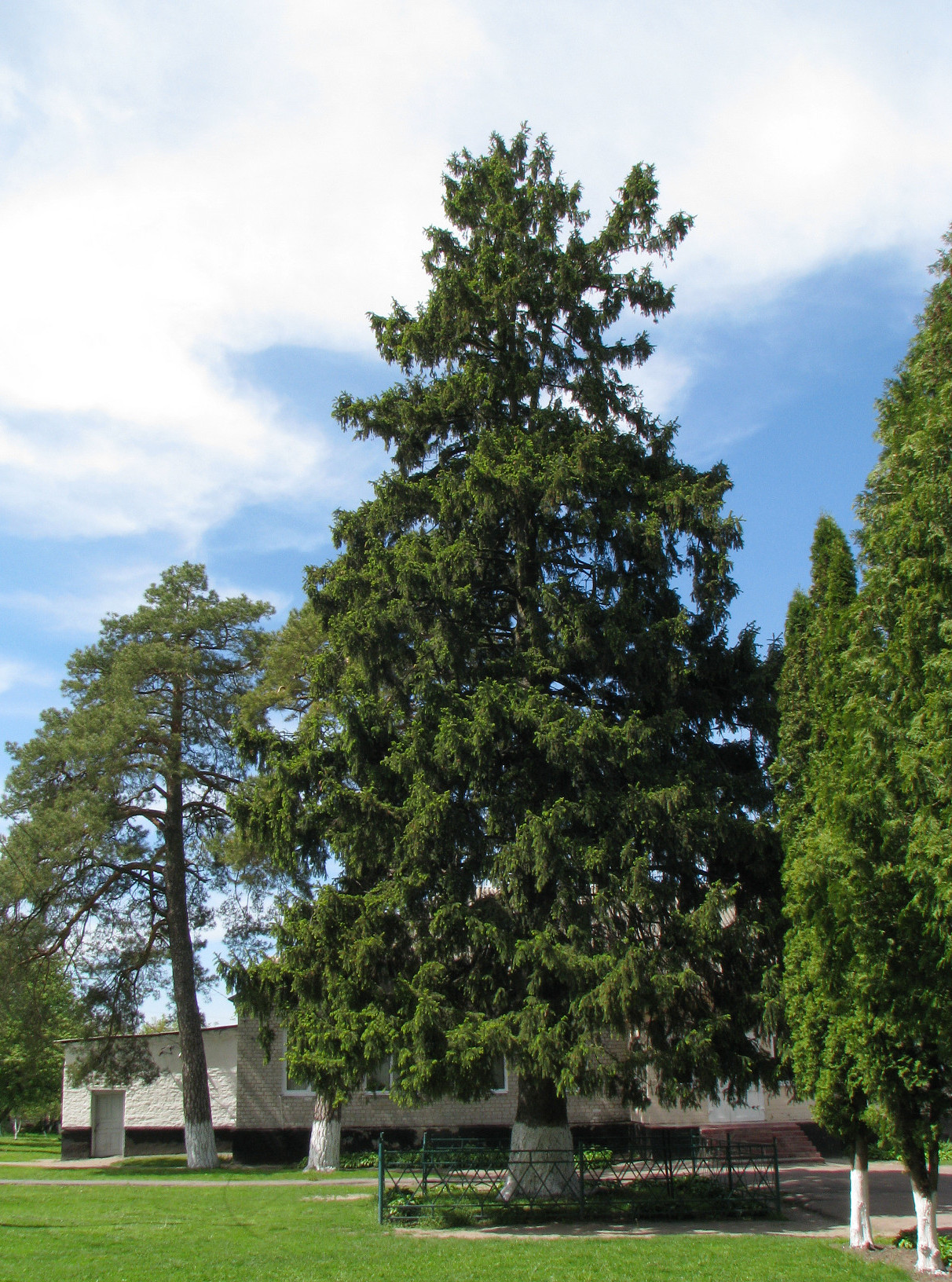
Ялина, біля якої відпочивав Тарас Шевченко

За завданням Археографічної комісії, ймовірно, в лютому 1846 та влітку (або у квітні) цього ж року село відвідував поет, намалювавши вісім портретів членів сім'ї Катериничів. Чотири з них збереглися та експонуються в Національному музеї Тараса Шевченка: матері господаря Марії Федорівни Катеринич, дружини господаря Тетяни Пантеліївни Катеринич (Афендик), Івана Андрійовича та Олександра Андрійовича Катериничів. Один портрет — Олени Антонівни Афендик (матері Тетяни Пантеліївни) — зберігся лише в репродукції, три портрети загубилися взагалі. Учитель історії Антон Кузьмович Шевченко, що збирав у 1960-х роках фольклорні матеріали, спілкувався раніше з Пимоном Заболотним, живим свідком приїзду Тараса Шевченка до села. Ось його розповідь:
|  | Я вже був парубком і жив біля маєтку Катериничів, до яких приїжджав Тарас Григорович Шевченко. Пам’ятаю, що Шевченко був у Марківцях тричі. Його відвідини завжди припадали на літо. Не гуляти з панами приїжджав він, а малювати портрети Катериничів, щоб заробити якусь копійку на прожиток. Жив він не в головному будинку з родиною Катериничів, а в невеличкому флігелі, що стояв у глибині парку під столітніми липами. В цьому флігелі містилася старовинна бібліотека поміщика. Я і мої товариші вперше зустрілися з Шевченком в урочищі "Турківщина". Замріяний поет сидів на великому пеньку біля широкого ставка, навколо якого росли столітні верби... Розпитував він про нас, про наше гірке життя-буття і співчував нашій гіркій долі. Любив Шевченко також відпочивати в альтанці наприкінці старовинного саду та в лісі "Чайка" під величезним дубом. Ми з ним часто бачилися. Сам я не вмів ні писати, ні читати, а мій товариш Макар Сліпенко умів трохи читати, і йому Тарас Григорович подарував свою книжку "Кобзар" з власноручним підписом, яку потім Макар часто читав. Цей "Кобзар" довго зберігався у Макарового сина Федора Макаровича Сліпенка. |

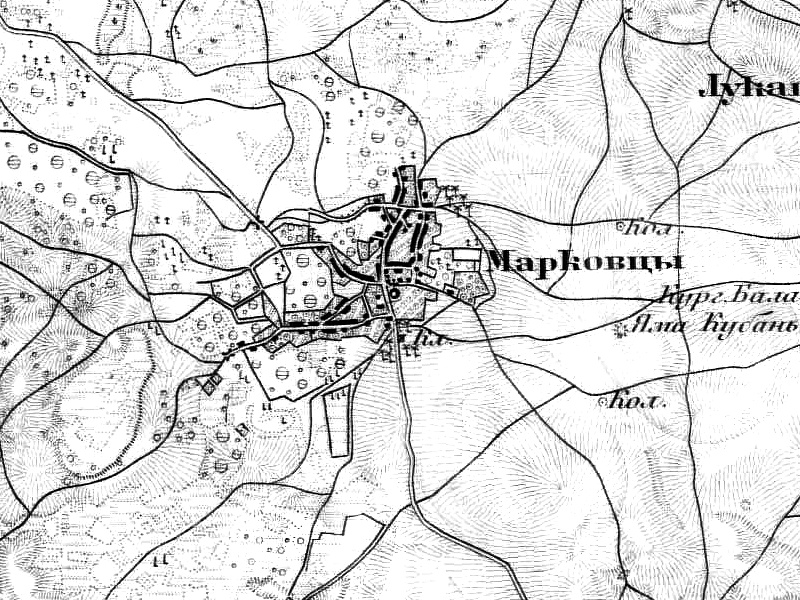
Марківці на мапі Шуберта, 1859

Також за переказами, перебуваючи в селі, Шевченко писав поему «Катерина».
1850 року налічувалося 1118 прихожан Марковецької церкви: 573 чоловіків та 545 жінок.
За даними 1859 року населення села становило 1310 людей на 229 дворів. Серед них — 643 чоловіка та 667 жінок. Марківці — село казачье, казенное, владѣльческое, розташоване на военной транспортной дорогѣ изъ г. Козельца на мѣст. Басань. Казенні селяни в середині 19 ст. належали Києво-Печерській Лаврі. Як видно на мапі Шуберта, 1859 року Марківці вже набули майже сучасних обрисів.
1860 року налічувалося 1350 прихожан Марковецької церкви: 651 чоловіків та 699 жінок. У власності Петра Андрійовича Катеринича в Кобижчі, Бобровиці, Марківцях, іще одному селі, «деревні» та на хуторі було разом дорослих чоловіків: 287 селян на 101 двір та 20 дворових. Ліс для опалення та будівництва поміщик надавав безоплатно, але зі власного дозволу. У користуванні селян була 461 десятина землі (в середньому по 1,59 дес. на ревізьку душу), 1322 десятини (в т. ч. 202 десятини лісу) були в повному розпорядженні поміщика. 1861 року було скасовано кріпосне право, однак більшість землі залишилася у власності поміщиків. Колишні власницькі селяни в Козелецькому повіті отримали в наділ по 2 десятини на ревізьку душу.
1860 року Чернігівський архієпископ Філарет розпорядився відкрити церковно-приходські школи. Зокрема, в Козелецькому повіті було відкрито 46 шкіл, які розміщувалися переважно в оселях священиків. Таку школу було відкрито і в Марківцях, де викладав дяк Іван Римаревський. Улітку 1862 року Його Високопреосвященство Філарет затвердив рішення оголосити йому (дьячку с. Марковецъ) подяку від єпархіального начальства за ревне навчання у школах дітей та розвиток шкіл. Варто зазначити, що 1861 року у школі навчалося менше 25 учнів.
Спочатку навчання грамоти у школах губернії провадилося за допомогою церковної, а не гражданської, абетки. На уроках дозволялося пояснювати незрозумілі для учнів речі місцевою говіркою.
1861 року священиком села Марковець був Симеон Нещеретов. 6 травня та 4 листопада 1862 року він мав зробити недільні проповіді в Козелецькому соборі.
1862 року в газеті «Черниговский листок» за 27 травня було опубліковано замітку «Изъ Козельца», в якій у художній формі описано кримінальну подію, погоню за злочинцями та їхнє затримання за участю марківчанина. У ніч на 1 травня між Козельцем та Гарбузином троє євреїв напали на господаря підвод, який прямував до Києва й дещо відстав від обозу. Нападники побили господаря, вкрали двох коней та поїхали в бік Мостища. Один із колег постраждалого поїхав по слідах утікачів. Въ Морковцахъ він найняв піших людей, але даремно. Довелося повернутися в Марківці та найняти встрѣтившаго ему верховаго сельскаго молодаго парня, який за допомогою ще одного чоловіка спіймав злочинців між Марківцями та Бобровицею. Автор замітки (Корреспондентъ) колоритно описав промову головного героя-козака, що той ніби-то виголосив під час затримання жидовъ:
|  | «э, вражий сину, який ти разумний! іхавъ сорокъ верстъ, не ладився, да теперь ладитця зобрався; а чому ти въ Мостищахъ не зостався? вхопивъ вражий сину, — да скорій чухрати. Бачъ, не купуй дешево коней, бо важко втікати». |

1863 року журнал «Черниговскія Епархіальныя извѣстія» констатував, що за 1862 рік у Марківцях (та в багатьох інших селах) зібрано мізерну суму на користь бідних духовного звання, причому навіть менше, ніж за два попередні роки. Натомість 1863 року прихожани церкви вирішили влаштувати хату для сільської школи та щорічно жертвувати по 3 коп. сріблом. Влітку 1863 року керівництвом Чернігівської єпархії церковним старостою затверджено (можливо, в черговий раз) штаб-ротмістра Петра Катеринича. Наприкінці цього ж року Святійший Урядовий Синод нагородив його золотою медаллю.
1864 року Чернігівська єпархія дозволила перелити розбитий церковний дзвін та збільшити його вагу до 25 пудів.
1866 року при Успенському храмі було відкрито церковно-парафіяльне піклування. Учителем у школі був священик Симеон Нещеретов, якого було відзначено за свої здібності та старанність у викладанні. Окремої платні за викладання вчителю не надавалося. У школі навчалися 26 хлопців та 10 дівчат (віком 7-14 років).
У вересні 1867 року було проведено, а 1874 року затверджено спеціальне межування Марковецьких дач. Землю було класифіковано на «зручну» та «незручну» (такої було мало). Загалом було розмежовано 24 ділянки. У переліку згадано такі ділянки: 3 ділянки казенного лісу (відповідно понад 2, 1 та 3 десятини), 4 ділянки власника штабс-ротмістра Петра Андрійовича Катеринича (понад 122, понад 145 дес., майже 173 дес. та майже 1 дес.), ділянка поселення Марковець съ хуторомъ Будряковской Петра Андрійовича Катеринича съ прочими (понад 168 дес.), ділянка козака Антона Яковича Заболотного съ прочими (майже 1 дес.), ділянка козаків Петра Федоровича та Антона Яковича Заболотних съ прочими (майже 47 дес.), ділянка казенних селян съ прочими (понад 17 дес.), ділянка Якима та Максима Тесельок съ прочими (майже 2 дес.), ділянка Священно Церковно служителя того села съ прочими (майже 6 дес.), ділянка козака Гната Корнійовича Буряка съ прочими (майже 6 дес.), ділянка козака Володимира Григоровича Буряка съ прочими (майже 2 дес.), ділянка козаків Петра, Макара й Омеляна Івановичів та Кузьми Леонтійовича Сліпенків (понад 2 дес.), ділянка козака Антона Федоровича Золотаря съ прочими (майже 2 дес.), 3 ділянки трехсменнаго участка козаків, селян власницьких та казенних съ прочими (понад 309,5 дес., майже 315 дес. та понад 686,5 дес.), ділянка козака Кирила Федоровича Кононенка (майже 2 дес.), ділянка козака Василя Федоровича Кононенка (понад 2,5 дес.), ділянка селянина Кирила Пилиповича Голика (0,5 дес.). Окремо розмежовано 21 серпня 1873 року та затверджено 1877 року ділянку Товариства засновників Курсько-Київської залізниці (понад 28 дес.).
1868 року було відкрито залізницю, яка почала відігравати важливу роль у житті марківчан. Нині не діючий «Ярославський» переїзд було споруджено в місці перетину згаданої вище дороги (біля нового кладовища). Імовірно, невдовзі після цього для сполучення повітового центру — Козельця — з залізничною станцією було споруджено ділянку дороги Марківці — Бобровиця. Власники землі, які погодилися передати її під будівництво дороги, отримали грошові компенсації. В разі відмови господарів земство направляло клопотання до уряду про примусове відчуження землі.
За 1868 рік у храмі було зібрано 135 руб. 1,5 коп. «кружечного», «кошелькового» та «свічного» доходів. Із них 28 руб. 35 коп. (21 %) було передано єпархії на утримання навчальної частини духовного відомства. 1872 року на з'їзді духовенства єпархії було прийнято орієнтовну «розкладку» 21 % збору на утримання духовно-навчальних закладів — 47 руб. 75 коп. 1873 року доходи храму склали 341 руб. 85 коп. Натомість на 1868—1871 роки Чернігівська Єпархія відпускала зі скарбниці сріблом по 197 руб. 96 коп. (після вирахування) на утримання Успенської церкви (5-го класса) в селі Марківцях. На 1877 рік було заплановано виділити 202 руб., а витребувано 182 руб. 28 коп. Так само 182 руб. 28 коп. було виділено на 1878 рік.
1871 року священик Симеон Нещеретов був обраний кандидатом при депутаті для з'їздів із питань Чернігівської семінарії та училищ, 1874 року — депутатом із училищних справ у 1-й половині благочиння 2-го округу Козелецького повіту Чернігівської Єпархії. 1875 року Святійшим Синодом за заслуги по єпархіальній відомості його було нагороджено скуфією.
1873 року одним із перших у повіті замість церковно-приходської школи відкрилося земське народне сільське училище (найперше було відкрите 1863 року в Вороньках).
1875 року Козелецька повітова училищна рада просила керівництво Київського училищного округу призначити стипендію в 50 рублів народному учителю Івану Трофимовському, який закінчив духовну семінарію.
17 січня 1876 року після скорочення посад Чернігівською єпархією було затверджено перелік служителів, згідно з яким у складі Марковецько-Рудьківської парафії були Успенська церква в Марківцях та Миколаївська в Рудьківці. Настоятель — священик Федот Раєвський, помічник його — священик Симеон Нещерет, 1-й виконувач посади псаломщика — Іван Римаревський, 2-й в. п. псаломщика — Василь Ножевський та 3-й в. п. псаломщика — Стефан Облакевич. Поза штатом залишився пономар села Марковецъ Федір Плавський.
1877 року в Успенській церкві було 735 прихожан-чоловіків (усі — марківчани). На кінець 1877 року у школі Закон Божий читав Священик Симеон Нещерет, учителем був Іван Васильович Трофимовський. Протягом 1877-1878 років церква села не дала пожертв на утримання Чернігівського духовного училища та будівництво для нього нової будівлі. Наприкінці 1877 року лісовий департамент запропонував заборонити продавати приватним особам і віддавати у пільговому порядку духовенству деревину в т. ч. з Марківецької сільської дачі (ділянки), яка за своїми розмірами підлягала відведенню в лісовий наділ селянам у повному обсязі.
1880 року священика Симеона Нещеретова "за відмінно старанну службу" було нагороджено камилавкою (рішення затверджено імператором) та обрано членом благочинницької ради
1881 року Чернігівським земством було проведено подвірний опис повіту, підсумком якого стала книга майже на 400 сторінок із детальними таблицями та описами. Під дворами мались на увазі самостійні господарства, навіть якщо формально вони перебували в одному дворі з іншими родинами. Згідно з описом у Марківцях було 1627 жителів на 333 двори (822 чоловіка та 805 жінок), серед них грамотних (разом із учнями школи) — 258 чоловіків та 19 жінок. Детально розглянемо частину інформації з межування та подвірного опису повіту 1881 року.
| Населення     | Дворів | Жителів | Роб. віку | Грам. ч. | Грам. ж. |
| Козаки        | 194    | 948     | 494       | 166      | 13       |
| Держ. селяни  | 42     | 183     | 88        | 20       | 0        |
| Поміщ. селяни | 87     | 449     | 220       | 59       | 1        |
| Міщани        | 3      | 20      | 9         | 6        | 4        |
| Євреї         | 3      | 16      | 6         | 4        | 0        |
| Привілейовані | 4      | 11      | 4         | 3        | 1        |
| РАЗОМ         | 333    | 1627    | 821       | 258      | 19       |

Робочий вік рахувався для чоловіків з 18 до 60 років, для жінок — з 16 до 55. Привілейованими верствами вважали духівництво, дворян, купців тощо.
| Господарство  | Волів, биків | Корів | Молодої ВРХ | Коней робочих | Коней молодих | Овець | Свиней | Клунь | Млинів | Дворів з пасіками |
| Козаки        | 65           | 115   | 67          | 136           | 27            | 988   | 256    | 143   | 30     | 19                |
| Держ. селяни  | 8            | 23    | 12          | 29            | 5             | 158   | 50     | 33    | 4      | —                 |
| Поміщ. селяни | 14           | 39    | 16          | 17            | 1             | 369   | 81     | 65    | 1      | —                 |
| Міщани        | 1            | 1     | —           | 1             | 1             | 4     | —      | —     | —      | —                 |
| Євреї         | —            | 5     | 1           | —             | —             | —     | —      | —     | —      | —                 |
| Привілейовані | 10           | 9     | 27          | 34            | 19            | 61    | 30     | 9     | 2      | 1                 |
| РАЗОМ         | 98           | 192   | 123         | 217           | 53            | 1580  | 417    | 250   | 37     | 20                |

Худоба річного віку не враховувалася. Лише у 19 дворах було понад 3 одиниць робочої (тяглової) худоби, однак дехто міг використовувати корів. У 47 дворах (27 — козацьких) не було ніякої робочої худоби. Лише в 40 дворах (29 — козацьких) селяни обробляли землю цілком своєю худобою, інші «спрягалися» з сусідськими або винаймали. У 2 великих привілейованих дворах частину землі обробляли своєю худобою, частину здавали в оренду. У 19 козаків була 451 колода бджіл, у 1 привілейованого марківчанина — 20.
| Земля, десятин | УСЯ  | Садиб. | Орна | Сіно- коси | Ліс | Інша | Не- зручна | На 1 двір | Узято дворами | Узято дес. | Віддано двор. | Віддано дес. | Беззем. дворів | Малозем. до 0,5 дес. |
| Козаки         | 1342 | 112    | 1047 | 135        |     |      |            | 6,9       | 69            | 173        | 45            | 191          | 3              | 14                   |
| Держ. селяни   | 263  | 30     | 219  | 14         |     |      |            | 6,3       | 9             | 26         | 16            | 52           | —              | 1                    |
| Поміщ. селяни  | 296  | 37     | 261  | 1          |     |      |            | 3,4       | 20            | 59         | 32            | 58           | 2              | 6                    |
| Міщани         | 1    | 1      | —    | —          |     |      |            | —         | 2             | 10         | —             | —            | 1              | 2                    |
| Євреї          | —    | —      | —    | —          |     |      |            | —         | —             | —          | —             | —            | 3              | 3                    |
| Привілейовані  | 844  | 14     | 358  | 219        |     |      |            | —         | —             | —          | 2             | 93           | —              | 2                    |
| РАЗОМ          | 2746 | 194    | 1885 | 369        | ?   | ?    | ?          | 8,2       | 100           | 268        | 95            | 394          | 9              | 28                   |
| МЕЖУВАННЯ      | 2016 | 212    | 1331 | 242        | 138 | 35   | 58         |           |               |            |               |              |                |                      |
| Спільна        | 1358 | 11     | 1066 | 133        | 41  |      | 27         |           |               |            |               |              |                |                      |
| Відрубна       | 658  | 148?   | 265  | 109        | 97  |      | 31         |           |               |            |               |              |                |                      |

«На 1 двір» — у середньому, «віддано»/«узято» — в оренду. Дані подвірного перепису не збігаються з даними проведеного раніше межування через похибку усного опитування селян та зміну цільового використання землі між двома дослідженнями. Згідно з межуванням Марківецька дача за площею була суттєво меншою за всі сусідні. Число володінь — 650, число ділянок — 665. Під водоймами та болотами було зайнято 19 десятин.
Колишні поміщицькі селяни мали удвічі менше землі, ніж козаки та державні селяни. 4 козацькі двори мали від 25 до 100 десятин (разом — 152), 4 привілейовані — менше 1, 6, 188 та 650 відповідно.
Марківчани мали маленькі присадибні ділянки під сади та городи, а також могли володіти землею в полі, яка була двох типів власності: одноосібної («відрубні» ділянки, виділені під конкретного власника) та спільної (громадські «загальнозмінні» ділянки). Невелику частину громадської землі навколо села могли відводити під індивідуальні «помірки», де зазвичай вирощувалися огородні культури. У Марківцях тоді основною все ще була трипільна система землеробства, коли громада ділила спільну землю на три частини — «зміни». Одна зміна відводилась під озимі культури, друга — під ярові, а третя «гуляла під паром», тобто не засіювалася й використовувалась як «толока» — пасовисько для худоби. Щороку зміни циклічно чергувалися за вказаним вище порядком. Для порівняння — в сусідньому Мостищі була двопільна система (без ярових).
За традицією межування всю землю навколо села умовно виділили в Марківецьку «дачу». Її територія дещо відрізнялася від теперішньої території сільради. Зокрема, з заходу її територія закінчувалась далеко від Трубежа, також було менше землі за залізницею. Угноєної землі було небагато. Станом на 1881 рік описано землі дачі:
Зміна в бік Заворич: приблизно на ⅓ сіруватої землі, на ⅓ глинистих солонців та на ⅓ піщаної. Сірувата була ближче до села та між урочищем Гало й залізницею. Солонці були в урочищах Гало (праворуч від Заворицької дороги) та Козинець (ліворуч від Мостищенської дороги). Піщана була під Галаганові гаї (Мостищенської дачі) та під Заворицьку дачу.
Зміна в бік Рудьківки (найменша): на ½ солонці (між Мостищенською та Рудьківською дорогами в урочищі Кругле) та на ½ чорноземи (між Рудьківською дорогою та залізницею).
Зміна в бік Бобровиці та Ярославки (найбільша): суцільно чорноземна.
Відрубна ділянка Катеринича: 234 десятини чорноземної та сірої, 20 десятин піску та 50 десятин солонців.
Головною озимою культурою в Марківцях (як і в Ярославці) було жито, яровими — гречка та овес (приблизно порівну). Для порівняння: в Сухині яровими були переважно льон та горох. Середній урожай жита за кілька років становив 56 пудів із десятини (в Заворичах і Мокреці — 32, Бобровиці — 83), овса — 46, гречки (гречи в описі) — 25. У Марківцях орали звичайним плугом (у Заворичах і Мокреці та частково в Сухині — «литовською» сохою). Як і в більшості сіл з плужною обробкою, у плуг запрягали 4-5 волів або коней (рідко — 6). Під жито зазвичай наприкінці червня траву переорювали, а «між Пречистими» або пізніше — ралили (орали впоперек ріллі) один раз (у більшості інших сіл — двічі) і сіяли. Під яровий овес у Марківцях восени орали «на зяб», а навесні перед сівбою зазвичай (але не завжди) ралили. Так само орали та ралили під гречку. Оренда орної землі в Марківцях була за ½ врожаю з суттєвою доплатою 1 руб. за озиму десятину. Доплата частіше віддавалася відробітком на цю суму (піший робочий день — 30-40 коп., кінний день — 60-80 коп., день косаря — 50 коп., день оранки — 1 руб. 20 коп.). Окрім землі у своєму селі, марківчани орендували орну землю в Мостищі за ½ врожаю без доплат або за 8 руб. за ярову десятину. Жителі Мостища брали землю в Марківцях під озиме жито.
За проведеним раніше межуванням у Марківецькій дачі було 125 десятин суходільних сінокосів і 113 — болотних. Однак за ці роки частину землі почали орати. Сінокосами в Марківцях були всі природні луги (переважно болотні та лісові), які ніяк не доглядали, лише проводили канави для осушування болотного сінокосу в економії (маєтку). Удобрювали лише присадибні левади. Сінокоси були розташовані переважно в західній частині дачі. Болотні сінокоси були по болотах у змінах і в окремих урочищах. Найбільше їх було до Мостища й Заворич (Довге болото, що проходило в Марківецькій, Мостищенській та Рудьківській дачах; Койцеве болото; Кругле болото у 2-й зміні праворуч від Мостищенської дороги; Козинець у 1-й зміні ліворуч від цієї ж дороги; болото Гало праворуч від Заворицької дороги; низки до залізниці; Кирилишине болото; у відрубній ділянці Катеринича тощо). По берегах боліт були й сінокоси «грудові» (на підвищеннях). Урожайність болотних сінокосів була не дуже високою — 3 вози по 20 пудів з десятини. ⅖ цих боліт були під водою й не косилися. Трохи лісових сінокосів було на відрубній ділянці Катеринича — 3 вози по 25 пудів із десятини. На цій же ділянці були сінокоси в левадах — 10 кіп по 10 пудів із десятини. Наявні сінокоси не могли задовольнити всіх марківчан, і багатьом доводилося їх винаймати. Тому за оренду в Марківцях господарі брали дуже багато — ⅔ від викошеної трави з доплатою 10 коп. (або віз гною) за десятину. Сіно продавали в Бобровиці, а купували в Сухині та Рудьківці.
У Марківецькій дачі було 138 десятин лісу. Деякі козаки та казенні селяни мали невеликі ліски будівельного (за віком) лісу: дуб, осика, береза. Також було 12 десятин казенного дубового лісу — ½ будівельного та ½ дров'яного, оборот рубки — 150 років. Випадків продажу лісу не було.
На толоках та стерні в Марківцях випасали лише «гулеву» (не робочу) худобу, а для робочої наймали пасовиська. Для крупної худоби в Марківцях пасовиськ вистачало, однак для іншої додатково винаймали толоку (зі своїм пастухом) у Мостищі та Рудьківці в орендаторів Галагана по 4 руб. за десятину.
1881 та 1882 обов'язки псаломщика виконував Іван Римаревський.
1882 року після навчання в Чернігівській семінарії (1875—1882) вчителем у школі став Іван Максимович Буримов.
1883 року успіхи в навчанні Закону Божому у школі було визнано задовільними (не хорошими), як і в більшості шкіл повіту. На 22 червня було заплановано візит у Марківці (проїздом) архієпископа Чернігівського Веніаміна.
За даними 1885 року в селі було 248 дворів і 1477 мешканців (можливо, застарілі на той час дані), були школа, трактиръ та постоялый дворъ.
Близько 1886 року було прийнято рішення понизити на 16 % розмір викупних платежів за землю для колишніх кріпаків, що на той час становили 4 руб 4 коп з ревізької душі, або 1 руб 95 коп за десятину. Повітова земська управа запропонувала для 70 поселень съ разстроеннымъ хозяйствомъ додатково зменшити розмір платежів. Для Марковець загальна знижка склала 41 % (як і для Мостища). Також були поселення зі знижкою в 16 % (Рудьківка, Ярославка, Бобровиця), 26 % (Стара Басань) та 66 % (Заворичі, Мокрець). Центральний Статистичний Комітет погодився з такою пропозицією.
1886 року було обрано на 3 роки членів раніше створеного опікування при Успенському храмі:

предсѣдателемъ — крестьянинъ Максимъ Ѳеодосіевъ Пинчукъ; членами — солдаты Іаковъ Ивановъ Горовой, Ѳома Семеновъ Антипенко,  козаки, Василій Прокофіевъ Бурякъ, Никифоръ Димитріевъ Конишевскій, крестьяне Симеонъ Григоріевъ Кошель, Трофимъ Димитріевъ Кошель, Аврамъ Моисеевъ Борисенко, Иванъ Романовъ Омельченко и Петръ Василіевъ Дворникъ;

1888 року сільським старостою був козак Петро Дворник. Його було згадано як свідка в розслідуванні Козелецького земства про можливі фінансові зловживання Андрія Семеновича Глуздовського та деяких інших земських діячів. Глуздовського було призначено відповідати за ремонт військово-транспортних доріг у північній частині повіту. 29 вересня Глуздовський повідомив Управі, що він сплатив 3 руб. 55 коп. Петру Дворнику «за виправлення мосту з його матеріалом», причому надав розписку Дворника. Однак опитаний членами ревізійної комісії Дворник відповів, що Глуздовського знати не знає, в очі не бачив і грошей від нього не отримував, а 2 рублі отримав від старшини з наказом виправити міст. Він так і розпорядився: на 1 руб. 10 коп. купив дві пластини, а робітників викликав за нарядом.
Також за нарядом від волосного та сільського начальства відбувався ремонт дороги в Мостищах та Марківцях, зокрема, прибирання гною. У Марківцях працювали як піші, так і кінні, що вивозили гній за нарядом старости. Глуздовський повідомив Управі про витрачених на Марківці 2 руб. 80 коп., однак марківчани ніяких грошей не отримували.
Протягом певного часу опікуном сільського початковго училища був Йосип Борисенко (козацького стану), однак 1889 року він попросив зняти з нього це звання. Закон Божий читав не місцевий священик, а Іван Буримов (духовного стану), який закінчив курс у Чернігівській духовній семінарії. Він же викладав співи. За результатами інспекції було відмічено, що Іван Буримов (та ще 6 учителів повіту) звертає достатньо уваги розвитку математичної кмітливості учнів. Помічником учителя був Олександр Гламазда (козацького стану), який отримав посаду після іспиту, здійсненого членами Козелецької училищної ради. На 1 січня 1889 року в початковому училищі навчалися 83 хлопці та 6 дівчат, На 1 січня 1890 року навчалося 73 хлопців та 4 дівчинки, серед них православних — 77, духовного стану — 1, міських станів (міщан) — 2, сільських станів (селян) — 73. Вибуло до закінчення курсу 17, після закінчення курсу — 11. Серед усіх поселень Козелецького повіту за охопленням шкільною освітою хлопчиків Марківці займали друге місце — 56 % від оцінки загальної кількості хлопців (73 з 130). На 1 січня 1889 року у фундаментальній бібліотеці училища було 72 книги в 192 томах, у учнівській — 254 книги у 337 томах. Серед 10 навчальних посібників було 2 словники, 2 географічні мапи та 6 предметів для малювання. Об'єм навчального приміщення дорівнював 174,4 куб. м. Виходячи з нормативних 2,8 куб. м на учня, приміщення було розраховане на 61 учня. 1889 року іспити приймав голова повітової училищної ради П. П. Катеринич.
1889 року в Марковецьких дачах (землях) з'явився жук-австріяк (кузька).
21 лютого 1890 року Козелецьким земством було відхилено кандидатуру Аврама Антоновича Зубка на посаду опікуна сільського початкового училища. 24 жовтня 1891 року засідання Козелецьких земських зборів (за відсутності Петра Петровича Катеринича) обрало опікуном училища гласного К. А. Онищенка.
1891 року земство визначило прибутковість кожної садиби в Марківцях у 20 рублів за десятину (для порівняння: в селах із піщаним ґрунтом — у 10 рублів). Прибутковість десятини пашні в Марківцях (на сірих ґрунтах) було визначено в розмірі 5,0 руб (у повіті — від 1,5 до 8,5 руб), помірку (додаткового наділу землі) — 2,2 руб (у повіті — від 0,9 до 3,2 руб). Прибутковість десятини болотних сінокосів у селі оцінено в 0,9 руб (у повіті — від 0,9 до 2,1 руб), суходільних сінокосів — 4,2 руб (у повіті — від 1,5 до 7,8 руб), лісу — 3,5 руб (у повіті — від 2,5 до 4,5 руб залежно від ґрунту). На засіданні Козелецького земства 1892 року було зазначено неможливість швидкого визначення ціни різноякісної землі в Марківцях, оскільки це потребувало багато зусиль.
За даними 1892 року в селі (можливо, разом із прилеглими хуторами) було 1944 людини на 357 дворів (957 чоловіків та 987 жінок). Приналежність — Мостицька волость.
За земською повітовою оцінкою 1893 року середня прибутковість у селі 1 десятини землі становила 1,40 рублів. За величиною трактирного збору Марківці було віднесено до II розряду (з трьох; для порівняння: Кобижча, Бобровиця й Мостище — I розряду, Ярославка, Рудьківка й Заворичі — II розряду, Сухиня — III розряду).
1 листопада 1894 року помер священик Симеон Нещеретов. 16 січня 1894 року у священики Успенської церкви посвячено випускника Чернігівської семінарії Івана Семеновича Померанцева.
На 1894 рік було заплановано закриття військово-транспортної дороги Козелець—Бобровиця через Марківці у зв'язку з побудовою нової дороги через Данівку. Однак цього не сталося.
На початок 1894 року в Марковецькому сільському однокласному початковому народному училищі вчителем (у т. ч. викладачем Закону Божого) був Іван Максимович Буримов із платнею 420 р. Помічником учителя був Олександр Іванович Гламазда з платнею 204 р., який закінчив курс у Козелецькому двокласному міському училищі. Пізніше цього ж року вчителем Закону Божого замість І. М. Буримова Козелецькою училищною радою був призначений священик Померанцев. За клопотанням П. П. Катеринича та опікуна школи гласного К. А. Онищенка як компенсацію, а також для покриття витрат на лікування І. М. Буримову було надано разову допомогу в розмірі 60 р. У той же час деякі гласні зауважили невисоку успішність учнів-марківчан.
Станом на 1896 рік у селі (як і в більшості сіл повіту) діяла «казенна винна лавка» (3-го розряду для продажу) «казенного вина» в опечатаному посуді.
За переписом 1897 року в селі мешкала 1831 людина, серед них — 856 чоловіків та 975 жінок. Православними себе назвали 1812. У той же час за даними Статистичного комітету населення складало 2392 особи на 378 дворів. Можливо, причина такої різниці полягала в різних методах обрахунку населення (наявного й зареєстрованого) та трудовій міграції.
Восени 1899 року через повну неспроможність сільської громади зібрати кошти на будівництво нової будівлі школи Козелецьке земство виділило Марківцям субсидію 500 рублів і попросило Чернігівське губернське земство виділити додатково таку ж суму.
1900 року з'єднана комісія радила Козелецьким земським зборам на кошти покійного книговидавця Ф. Ф. Павленкова відкрити 11 бібліотек-читалень, зокрема, в Марківцях. Також комісія намітила кандидатури опікуна (відповідального завідувача) та 2 членів ради: Кузьма Оврамович Онищенко, Степан Якович Боклан (Бакланъ), священик Іван Померанцев. Земські збори погодилися з висновком комісії. Однак 1902 року чернігівський губернатор не дозволив відкриття бібліотеки в Марківцях та Заворичах.
1900 року власник нововідкритого Бобровицького буряково-цукрового заводу Петро Петрович Катеринич мешкав у Петербурзі.
Навесні 1900 року Його Первосвященство Антоній, Єпископ Чернігівський та Ніжинський, надав Архіпастирське благословіння козаку Науму Васильовичу Сліпенку за придбання для Успенської церкви напрестольного хреста й відновлення напрестольного євангелія, сукупно на суму 100 рублів.
1901 року в Марковецькому сільському початковому народному училищі навчалося 76 хлопців та 20 дівчат. Закінчили курси 10 хлопців і 1 дівчина. Приміщення — в загальному будинку. На утримання училища виділено земством 758 рублів 40 копійок, громадою — 120 рублів. З 1899 року опікуном був спадковий дворянин Петро Петрович Катеринич. Учителем і викладачем Закону Божого був Буримов Іван Максимович, який закінчив курси Чернігівської духовної семінарії, на службі та на посаді — з 3 листопада 1882 року, отримав за рік 444 рублі. Помічницею вчителя була Олександра Іванівна Пясецька, яка закінчила курси Чернігівського єпархіального жіночого училища, на службі — з 1879 року, на посаді — з квітня 1895 року, отримала за рік 314 рублів. При училищі було 250 кв. сажнів землі під город. Співам навчав учитель, який керував училищним хором.
З 1 січня 1902 року рішенням повітової управи було продовжено навчання співам лише в 14 училищах повіту. Серед них — у Марківецькому. Викладачу Закону Божого Івану Буримову за успішне викладання Козелецьке земство видало нагороду 25 рублів.
У вересні 1903 року через те, що Петро Петрович Катеринич мешкав у Петербурзі й не міг слідкувати за будівництвом нової будівлі школи, опікуном народного училища було обрано Параскеву Мойсеївну Катеринич. Родині померлого вчителя Івана Буримова земство призначило одноразову допомогу на 1904 рік у розмірі 240 рублів. Його дочка Тетяна навчалась у 1-му класі Ніжинської жіночої гімназії.
За 1903 рік Успенською церквою (2-ї округи Благочиння; Бобровиця потрапила до 3-ї округи) було забрано з Чернігівського єпархіального церковно-свічкового заводу свічок на 7 пудів та 10 фунтів — рівно стільки ж, як у Мостищах, та майже вдвічі менше за Рудьківку.
Після проведеного 1904 року ремонту приміщення (на 400 рублів) станом на 1905 рік училище в Марківцях було в числі тих, які найбільше задовольняли гігієнічні вимоги. Навчання 1904 року було припинене перед Паскою 20 березня, а відновлене 2 жовтня.
Наприкінці травня 1904 року на одній із великих сходок села Ничипор Голик (керівник таємного гуртка «За волю») прилюдно закликав народ повалити царя й розділити поміщицьку землю між селянами. 1905 року Ничипор Голик, Архип Юхимович Кошеленко, Сергій Васильович Довгаль та Никифор Іванович Неход організували бунт проти Петра Петровича Катеринича. Група селян у кількості 200 чоловік із червоним прапором пішла на бурякову плантацію й вимагала збільшення заробітної плати та зменшення робочого дня. До них приєдналися 1200 селян, які на знак протесту також залишили роботу. Цей бунт наніс Катериничу збитків на 1500 рублів. Для розправи з демонстрантами було викликано загін козаків. Ничипора Голика було заслано в Вологодську губернію, інших організаторів було ув'язнено на два тижні.
1904 року населення села налічувало 2021 особу на 245 дворів. Із 20 серпня відкривалась вакансія на посаду священика. Пропонувалося 300 рублів на рік, будинок і 36 десятин землі. До 1 січня 1904 на утримання священика виділялося 117,60 рублів, псаломника — 35,28 рублів. Із початку року утримання збільшилося відповідно до 176,40 та 62,72 рублів. 26 серпня священик Василь Попов був переведений у село Полошки Глухівського повіту. 3 листопада в Марківці був переведений священик Воскресенської церкви села Борщева Стародубського повіту Іван Коренєв. Перед тим улітку він (разом із церковним старостою та прихожанами) отримав Архіпастирське Благословіння Його Преосвященства за труди та пожертви на прикрашання храму.
26 листопада 1905 року в Марківцях при училищі було відкрито сільську бібліотеку-читальню. Бібліотекатер став учитель Марковецького училища Василь Михайлович Демченко.
1905 року вчитель В. М. Демченко отримав одноразову допомогу на виховання дітей від Козелецького земства в розмірі 100 рублів. Зокрема, було відмічено, що він працював учителем у повіті з 1881 року, а після смерті його батьків перебував у скрутному матеріальному становищі. Дві доньки (Євгенія та Катерина) навчалися в Чернігівській жіночій гімназії. 1906 року за результатами сільськогосподарської виставки в Новій Басані, де Василь Михайлович Демченко презентував розсадник плодових дерев, земство попросило відповідне відомство надати йому додатково безоплатну субсидію в розмірі 50 рублів. Було підкреслено, що вчитель безоплатно надавав населенню високоякісні матеріали зі свого розсадника. 1907 року земство внесло до кошторису на 1908 рік допомогу в розмірі 100 рублів на сплату навчання дочок учителя. Таку ж суму внесено на 1909 рік.
1907 року селяни спалили частину маєтку Катеринича та склад із тільки-но зібраним збіжжям.
1907 року опікуном народного училища було переобрано на новий 3-річний термін Параскеву Мойсеївну Катеринич. Завідувачем земською бібліотекою-читальнею (яка все ще була при школі) було обрано П. П. Катеринича.
1908 року в Марковецькій бібліотеці-читальні було 635 книжних назв у 656 томах на суму 241,85 рублів. Серед 134 абонентів було 103 чоловіка (3 — не місцевих) та 31 жінка. За 1908 рік було видано 2482 книги, в середньому по 18,5 книг на читача. Бібліотека була відкрита протягом 170 днів. У середньому за день було видавалося 14,6 книг (за червень загалом 10, за грудень — 451).
1908 року в селі у власному приміщенні діяла 3-комплектна земська школа, в якій навчалося 149 дітей. Загальне число дітей шкільного віку (9-12 років) було 206. Тому у планах було відкриття ще однієї 1-комплектної школи для 56 учнів.
1908 року вчитель Закону Божого Красногорський за старанне та успішне викладання отримав нагороду в розмірі 27,5 рублів.
5-9 вересня 1908 року в Кобижчі проводилася сільськогосподарська виставка, на якій учитель В. М. Демченко був членом комісії, а також отримав 15 рублів і похвальний лист Полтавського товариства за 2- і 3-річні «щепи» та плодові вина. Вчителька М. І. Демченко отримала 5 рублів і похвальну грамоту за городні овочі.
Протягом 1908—1909 навчального року під час опитування один із марковецьких учителів не зміг дати пояснення, в чому полягають обов'язки опікуна школи:
|  | Въ одномъ же случаѣ (Марковцы) отвѣтъ на вопросъ объ обязанностяхъ попечителя заключается въ знакѣ вопроса (?). |

У 1908—1909 навчальному році в Марковецькій школі викладали 4 вчителі. Учитель Закону Божого — священик Олексій Архангельський (віком 46 років, духовного стану, одружений, закінчив духовну семінарію, на службі у повіті загалом та в цій школі — 1 рік). 1-й учитель — В. М. Демченко (віком 47 років, родом із Козелецького повіту, одружений, міщанин, закінчив повітове училище, на службі у повіті — 28 років, у школі — 6 років). 2-й учитель — О. І. Пясецька (віком 50 років, родом із Козелецького повіту, дѣвиц., духовного стану, закінчила єпархіальне училище, на службі — 7 років, у школі — 5 років). 3-й учитель — М. І. Демченко (47 років, родом із Козелецького повіту, заміжня, духовного стану, закінчила єпархіальне училище, на службі в повіті та школі — 6 років). У школі навчалися 90 хлопців та 48 дівчат. Серед них у I відділенні — 30 хлопців та 21 дівчина, у II відділенні — 39 хлопців та 17 дівчат, у III відділенні — 21 хлопець та 10 дівчат. Закінчили курс 12 хлопців та 8 дівчат. За становою ознакою серед учнів було селян — 40 хлопців та 21 дівчина, козаків — 50 хлопців та 27 дівчат.
У вересні 1909 року на повітових земських зборах гласний Петро Петрович Катеринич просив упорядкувати дорогу з Бобровиці в Марківці. За його словами, вона мала характер військово-транспортної. У 2 місцях було запропоновано зробити бугры, а в урочищі «Жидковъ» — побудувати міст. За переказами, колись там потонув єврей, що й дало назву урочищу. Управі було доручено привести дорогу в порядок.
1909 року завідував сільською бібліотекою-читальнею дворянин П. П. Катеринич. Бібліотекарем був народний учитель В. М. Демченко (за суспільним станом — почесний громадянин), за що отримав 39 рублів із загальних витрат на бібліотеку 100 рублів. Серед інших витрат на переплетення пішло 16,95 рублів, на нові надходження — 17,83 рублів, опалення та освітлення — 23,80 рублів, меблі та інше — 2,42 рублі. Бібліотека містила 633 книги / 664 томи на загальну суму 264 рублі 95 копійок (видано 1943 книги). Серед них було за відділами (тематикою): релігійно-етичний — 25/25 (видано 103), словесність — 337/363 (1083), історія та біографія — 66/68 (272), географія та подорожі — 60/61 (195), природознавство — 49/49 (166), медицина та гігієна — 16/16 (7), сільське господарство та промисловість — 54/54 (106), юридичні та суспільні науки — 14/14 (5), газети та журнали — 8/10 (6), суміш — 4/4 (0). Кількість отриманих книг за місяцями з січня по грудень суттєво залежала від об'єму сезонних сільськогосподарських робіт: відповідно 408, 345, 90, 30, 12, 12, 10, 10, 75, 256, 340, 355. Серед 113 підписників бібліотеки було 87 чоловіків та 26 жінок (1 жінка — не місцева). Віком до 12 років підписників не було, від 12 до 17 років — 34 чоловіка та 19 жінок, 17-21 — відповідно 28 та 6, 21-40 — 20 та 1, понад 40 років — 5 чоловіків. У середньому на 1 підписника припало 17,2 виданих книг.
1909 року вчителю В. М. Демченку було видано допомогу в розмірі 100 рублів, а також подяку в розмірі 100 рублів (як учителю, що прослужив у повіті 25 років).
Наприкінці 1909 року з Києва повернувся в рідне село Микита Вікторович Заболотний. У Києві він працював статистом у театрі Миколи Садовського. З його приїздом було організовано самодіяльний гурток театралів. Уже 1910 року артисти гуртка поставили марківчанам виставу Котляревського «Наталка Полтавка». Пізніше були поставлені п'єси Тобілевича «Безталанна», «Хазяїн», «Суєта», Кропивницького «Доки сонце зійде, роса очі виїсть». Із цими виставами гуртківці виступали в селах Козелецького повіту.
1910 року опікуном школи була Параскева Мойсеївна Катеринич. У школі викладали 4 вчителі. Учитель Закону Божого — священик І. Андрієвський (віком 25 років, одружений, закінчив духовну семінарію, на службі — 1 рік). 1-й учитель — В. М. Демченко (віком 46 років, одружений, закінчив повітове училище, на службі — 29 років). 2-й учитель — О. І. Пясецька (віком 50 років, дѣв., закінчила духовне училище, на службі — 28 років). Учитель — М. І. Демченко (47 років, заміжня, закінчила єпархіальне училище, на службі — 7 років). Усі вчителі були родом із Козелецького повіту, весь час викладали в цьому повіті. Кожен учитель викладав усі предмети своїй групі. Вчителька Марковецької школи Олександра Пясецька отримала грошову нагороду за успішне ведення шкільної справи. Влітку цього ж року у школі було проведено ремонт. Навчальний інвентар школи мав такі предмети: 1 глобус, 10 карт, 4 таблиці, картини зі священної історії (Шрейбера та 16 — Крюкова), «человѣческія расы», 30 картин із природної історії, торговельну рахівницю, 7 диктантів, 12 задачників, 14 методик, 3 книги для позаурочного читання з учнями. Також були такі посібники: «Навчання письму» Гербача, «Навчання співам» Розанова, «Методика Закону Божого» Страхова, «Стройові вправи» Колбе, «Фізика щоденних явищ» Краєвича, «Словник церковно-слов'янської та російської мови». Для користування бідними учнями в наявності було 2 підручники для I групи (тобто 1 класу), 4 — для II групи та 3 — для III та IV груп. Учнівська бібліотека для читання складалася з 443 томів та 410 назв на 110 рублів, причому за завершений рік була поповнена 59 томами та 23 назвами на 6 рублів 21 копійку. Загалом у повіті в різних населених пунктах ці дані суттєво різняться за кожною категорією інвентаря.
Протягом 1909—1910 навчального року максимальна кількість сягала 77 хлопців та 29 дівчат, серед них у 1-й групі — відповідно 36 та 20 (усі — православні; 1 хлопець — духовного стану, інші — з селян та козаків; 9-літніх — 5 та 4, 10-літніх — 31 та 4, 11 літніх — 2 дівчат), у 2-й групі — 27 та 9 (усі — православні, з селян та козаків; 10-літніх — 5 та 2, 11-літніх — 22 та 7), у 3-й групі — 14 та 1 (усі — православні, з селян та козаків; 11-літніх — 7 та 1, старших за 11 років — 7 хлопців). До кінця навчального року кількість учнів зменшилася до 34 хлопців та 11 дівчат, серед них у 1-й групі — відповідно 8 та 9 (1 хлопець — духовного стану; 9-літніх — 5 та 4, 10-літніх — 3 та 5), у 2-й групі — 12 та 1 (10-літніх — 4 та 1, 11-літніх — 8 хлопців), у 3-й групі — 14 та 1 (11-літніх — 7 та 1, старших за 11 років — 7 хлопців). До кінця навчального року з 1-ї групи до 2-ї переведено 28 хлопців та 16 дівчат, із 2-ї до 3-ї — відповідно 20 та 5. Закінчили курс (стали випускниками) 13 хлопців та 1 дівчина. 1 хлопець вибув із училища до іспитів. На другий рік залишено у 1-й групі 8 хлопців та 4 дівчат, у 2-й групі — відповідно 7 та 4, у 3-й групі таких не було.
1910 року вчитель Василь Михайлович Демченко запропонував Козелецькому повітовому земству організувати у повіті плодовий розсадник («питомник») для забезпечення населення дешевими «щепами». Земство вирішило не відкривати великий і дорогий розсадник, але дати безвідсодкову позику у 100 рублів «для розширення його корисної діяльності». Також йому було надано допомогу в розмірі 100 рублів на освіту дітей у середніх навчальних закладах.
1910 року земство переобрало опікуном Марковецької бібліотеки-читальні на наступний 3-річний термін П. П. Катеринича.
1910 року повітова земська управа заборонила будувати торговельну лавку на подвір'ї Марковецької школи. Марківчани Петро Буряк та Іван Кот поскаржилися на управу Предводителю дворянства Козелецького повіту Б. І. Кринському. Той передав скаргу до управи для доповіді на земських зборах. Управа представила доповідь, згідно якої велика будівля школи на 200 учнів розташована на «мікроскопічному» подвір'ї у 304 кв. сажені. Окрім шкільної будівлі, там було розміщено сарай, погріб, «клозети». Наявність лавки біля школи забрала би простір для відпочинку учнів, заважала би своїм шумом, створювала би додаткову загрозу пожежі для школи та взагалі створила б небезпечний прецедент. До того ж, будівництво почалося від імені споживчого товариства, а не сільської громади. Уповноважений Марковецької сільської громади Петро Буряк на зборах заявив, що лавка потрібна для села, а іншого місця для неї немає. Більшість учасників зборів стала на бік управи, оскільки будівництво почалося всупереч забороні управи, причому вже були спиляні дерева. До того ж, можна було побудувати лавку на місцях, де раніше були «хлібозапасний магазин» (зерновий склад) або громадська хата. Нову будівлю школи було зведено за умови, що її подвір'я не буде використовуватися для інших цілей. Отже, будівництво лавки було остаточно заборонене.
За інформацією Олександра Левандовського, його прадід Петро Петрович Катеринич подарував школі свою бібліотеку та будинок, а сам переїхав до Бобровиці, де збудував цукровий завод. Протягом 1910-х років було побудовано нову дерев'яну Успенську церкву.
1913 року в Марківцях було 398 дворів.
Під час Першої світової війни пропали безвісти старший унтер-офіцер Голик Микола Васильович (29 вересня 1914) та рядовий Буряк Митрофан Матвійович (23 лютого 1915).

## Революція, НЕП
Улітку 1919 року територію села було зайнято денікінцями. Разом із ними в село повернулася дружина померлого 1916 року Петра Петровича Катеринича. Вона хотіла повернути собі маєток і землі та взяла всі справи на себе. Тоді ж на майдані було зібрано все населення села Марківці (за деякими даними — під загрозою смерті). Денікінцями було вбито Євдокима Коноша.
2 грудня 1919 року село було зайнято більшовицькими військами. Активними учасниками в боротьбі за встановлення радянської влади стали марківчани Кононенко Михайло Євтухович (1897—1929), Кононенко Антон Євтухович (1902—1929), Шевченко Пилип Васильович (1900—1936), Золотар Іван Тимофійович (1894—1943).
Деякі заможні селяни чинили опір більшовикам, приєднавшись до загону отамана з Ярославки Демида Ромашки. На противагу їм у лютому 1920 року було створено групу самооборони, яку очолив перший голова сільської ради комуніст Яким Гаврилович Сліпенко. Після численних погроз у травні 1920 року Якима Сліпенка було схоплено в батьківській хаті та розстріляно. Односельці знайшли тіло за 3 км від села. Біднота з глибокою скорботою сприйняла це вбивство, похорони були велелюдні.
1920 року у приміщенні сільської ради було відкрито книгозбірню (бібліотеку), яка на початку налічувала 252 книги. Протягом 1921—1922 років при школі працювала організація «Просвіта», при якій було створено драматичний гурток (22 учасників) та гурток садівництва (30 учасників). Керівниками гуртків були відповідно Микола Вікторович Заболотний та Василь Михайлович Демченко. За деякими даними, на початку 1920-х років Марківці відвідала театральна трупа Миколи Садовського. У цей час у Марківцях було 2 шкільних приміщення, в яких 4 вчителя навчали близько 130 учнів.
За даними податкових списків 1923 року в Марківцях були 563 господарства, в яких мешкали 2332 особи. Марківці (разом із Заворичами, Мостищем, Сухинею, Рудьківкою та Макарівкою) належали до Козелецького району (а не до Бобровицького) Ніжинської округи Чернігівської губернії. До райцентру було 25 верст ґрунтовою дорогою, до станції «Бобровиця» — 10 верст. У селі були сільрада, сільбуд (сільський будинок) та школа, телефону не було. 4 дні було визначено базарними.
1924 року було створено комсомольську організацію, члени якої організували осередок із ліквідації неписьменності. 1927 року було відкрито 4-річну школу, в якій налічувалося 87 учнів. Директором школи був Василь Михайлович Демченко, який посадив при школі сад.
10 грудня 1924 року Марківці разом із Заворичами та декількома іншими селами було «перечислено» з Козелецього району Ніжинської округи до Бобровицького району тієї ж округи.
За даними перепису 1926 року в Марківецькій сільраді наявне населення налічувало 2311 осіб на 571 двір: село Марківці — 2236 осіб на 554 двори, хутір Княжедвірря за 2 версти від сільради — 27 осіб на 9 дворів, хутір Ріг за 3 версти від сільради — 13 осіб на 2 двори, залізничні казарми № 12-13 та залізничні будки № 35-37 — 35 осіб на 6 дворів. Серед господарів дворів 561 — українці, 5 — росіяни, 0 — євреї, 5 — інші. Ярмарків у селі не було.
Протягом 1920-х років у Марківцях діяла громада УАПЦ. Однак, як свідчить лист священика Івана Диківського до єпископа Ніжинського та Чернігівського Олександра Червінського (1928 рік), ця громада була недостатньо дієвою:
|  | Я вже докотився до того, що чоботи обв’язав мотузкою. До людей показатися соромно. Повірте, декілька днів не їв хліба, та картоплі <...> Життя на парафії нема цілком. Голова церковної ради відмовляється виконувати свої обов’язки. Та коли він і працював, то нічим не виявив своєї зацікавленості. За дев’ять місяців не було ні одного засідання церковної ради <...> Ті, хто міг би принести користь, якісь байдужі. Не бачу людей з самолюбством, які постояли за нашу справу. Утворилась якась вакханалія з обмеженими сварками і їх наслідками. Погано... Нарешті, свідомість виявилась в тім, що мені в очі кажуть, що я дармоїд <...> Докотилось до того, що дружина зимує в тюрбанах, а у мене, в відлигу, було повно води в чоботях <...> Зрозуміло мені стало чому тут за п’ять років змінилося 12 священників <...> Я суворо ставлюсь до виконання канонів, звичаїв та ідеалів УАПЦ. Мрію про утворення церкви в тому вигляді, в якому вона, на мою думку, мусить бути. Переконуюсь, що мрія піднести церкву — зайва. Треба самому спуститись до ідеології натовпу і без суперечок йти за владою. Тоді нащо в такому разі, висувати якість тези, балакати про якісь ідеали? |

1929 року було відкрито залізничну зупинну платформу Марківці.
На топографічних мапах 1931 та 1943 років позначено млини-вітряки: на північний схід від села та на хуторі. Будівлі радгоспу позначено на півдні за залізницею, біля теперішньої залізничної платформи Ярославка. Під лісом біля дороги між Марківцями й Мостищем був невеликий хутір Корніївка, який був відсутній у переліку поселень 1924 року.
1931 року було відкрито 5-й клас школи. Ця школа була на місці теперішнього Свято-Успенського храму УПЦ КП. Стіни між класами були зроблені з самих дверей, які за необхідності відкривались і утворювали велику залу.

## Голодомор та передвоєнний час
Село постраждало від Голодомору 1932—1933 років. Офіційно задокументовано 40 жертв.
У доповідній члена ЦКК КП(б)У Макаренка голові комісії ЦКК КП(б)У Назаренку про розслідування фактів порушення революційної законності (вересень 1933) йдеться, зокрема, про таке:
|  | В Бобровицком районе, в с. Марковцы, в июле 1933 г. председатель сельсовета Кононенко сорвал железные крыши с хат одного бедняка, одного колхозника и двух зажиточных хозяйств только потому, что решил покрыть железом крышу школы. Наделав разных вредительских дел, председатель сельсовета Кононенко неизвестно куда убежал, тогда райисполком назначает председателем сельсовета Голика, осужденного и исключенного из партии за срыв сельскохозяйственной кампании по этому же селу Марковцы. |

1933 року школа стала 7-річною. 1935 року було введено обов'язкове початкове навчання, а кількість учнів зросла до 297. Першим директором семирічки став Андрій Пилипович Берднік. На той час учителями були:
- Шевченко Прокіп Кузьмович — учитель хімії.
- Буримова Єфросинія Іванівна — учитель німецької мови.
- Дудар Іван Єлисейович — учитель праці.
- Овсієнко Уляна Зінов'ївна — учитель початкових класів.
- Глушко Михайло Федотович — учитель історії та географії.
- Берднік Андрій Пилипович — учитель української мови.
- Тимошенко Тимофій — учитель української мови.
- Степура Надія Олександрівна — вожата.
- Ганна Павлівна — учитель математики.
- Демченко Євгенія Василівна — бібліотекар.
- Шевченко Надія Миколаївна (дружина Прокопа Кузьмича) — учитель початкових класів.
- Омельченко Тетяна Омелянівна — секретар комсомольської організації, що нараховувала 58 членів.

1936 року за ініціативою Микити Вікторовича Заболотного на місці сучасного спортивного майданчика було побудовано велику школу семирічку. В колишньому будинку Катериничів було розміщено квартири для вчителів.
Починаючи з 1938 року, частина молоді навчалась без відриву від виробництва у вечірній школі, в якій було організовано 3 класи (8, 9, 10), у яких навчалось 92 учні. Її директором був Василь Кирилович Шовкун.

## Друга Світова війна
У перші місяці війни було мобілізовано 350 марківчан.
Через близькість до залізниці під час регулярних бомбардувань страждали й Марківці. Зазвичай перед бомбардуванням над селом кружляла німецька «Рама» (Focke-Wulf Fw 189 Uhu), а за деякий час прилітав бомбардувальник. На городах люди копали невеликі бомбосховища, переважно на два виходи (аби зменшити наслідки ударної хвилі після прямого потрапляння).
Нацисти ввійшли в село з боку Козельця 15 вересня 1941 року. Почались арешти й розстріли комсомольців, комуністів, активістів села, молодь силоміць вивозили до Німеччини. 5-6 січня 1943 року каральними загонами СС було спалено 15 хат активістів села разом із їх жителями, було вбито 120 сільчан. 19 березня 1943 року спалено 14 хат разом із людьми.
У ніч із 22 на 23 квітня 1943 року партизанський загін «За Батьківщину!» здійснив масштабну акцію на території області, зокрема, підірвав авіаційними бомбами залізничний котлован Марківці. Під осінь 1943 року у складі загону було 45 марківчан.
13 вересня 1943 року перед відступом нацисти спалили всю центральну вулицю села (в тому числі церкву), нову школу і старий будинок школи, приміщення контори колгоспу, зерносховище, скирти з хлібом і сіном, 30 будинків колгоспників разом із їх господарями. У боях біля села загинуло 260 воїнів Червоної армії. 13 воїнів (3 офіцери та 10 сержантів і рядових) поховано в селі, відомі їх імена. Червона Армія увійшла в село 20 вересня 1943 року (за іншими даними — 16 вересня)[джерело?]. Того ж дня відбулося одне з найбільших бомбардувань села та залізниці з людськими жертвами.
Льотчик Зубко Петро Наумович 1944 року став Героєм Радянського Союзу.
Статистика війни:
- Близько 500 марківчан пішло на фронт і в партизани (з них нагороджено орденами й медалями — 230). «Книга пам'яті України» містить 161 прізвище військовослужбовців та партизан — уродженців села (з них загинуло 75).[184]
- Книга скорботи України містить 94 імені загиблих мирних мешканців села.[185]
- Понад 95 марківчан було вивезено на примусові роботи в Німеччину та країни-сателіти.
- Загалом під час війни в Марківцях загинула 281 людина.[182]

1943 року відновилося навчання у школі. Заняття проводились у колишньому будинку Катериничів. Директорами школи були Шматуха, Степан Леонтійович Нестеренко, Антон Павлович Воєвода. Завучем була Олександра Нестерівна Нестеренко (Сабанцева).

## Післявоєнні часи
Після війни школу очолювали директори Івченко Михайло Іванович та Козинець Микола Борисович. 1956 року директором став Галабурдов Микола Митрофанович. У цей час у школі було збудовано хімічний та фізичний кабінети, майстерню, 2 квартири для вчителів. Викладали вчителі: М. Ф. Дудар, М. І. Олешко, М. В. Боклан, О. Н. Сабанцева, К. Т. Буряк, Наталка Яківна Терещенко, Г. І. Шмигаль (вожата).

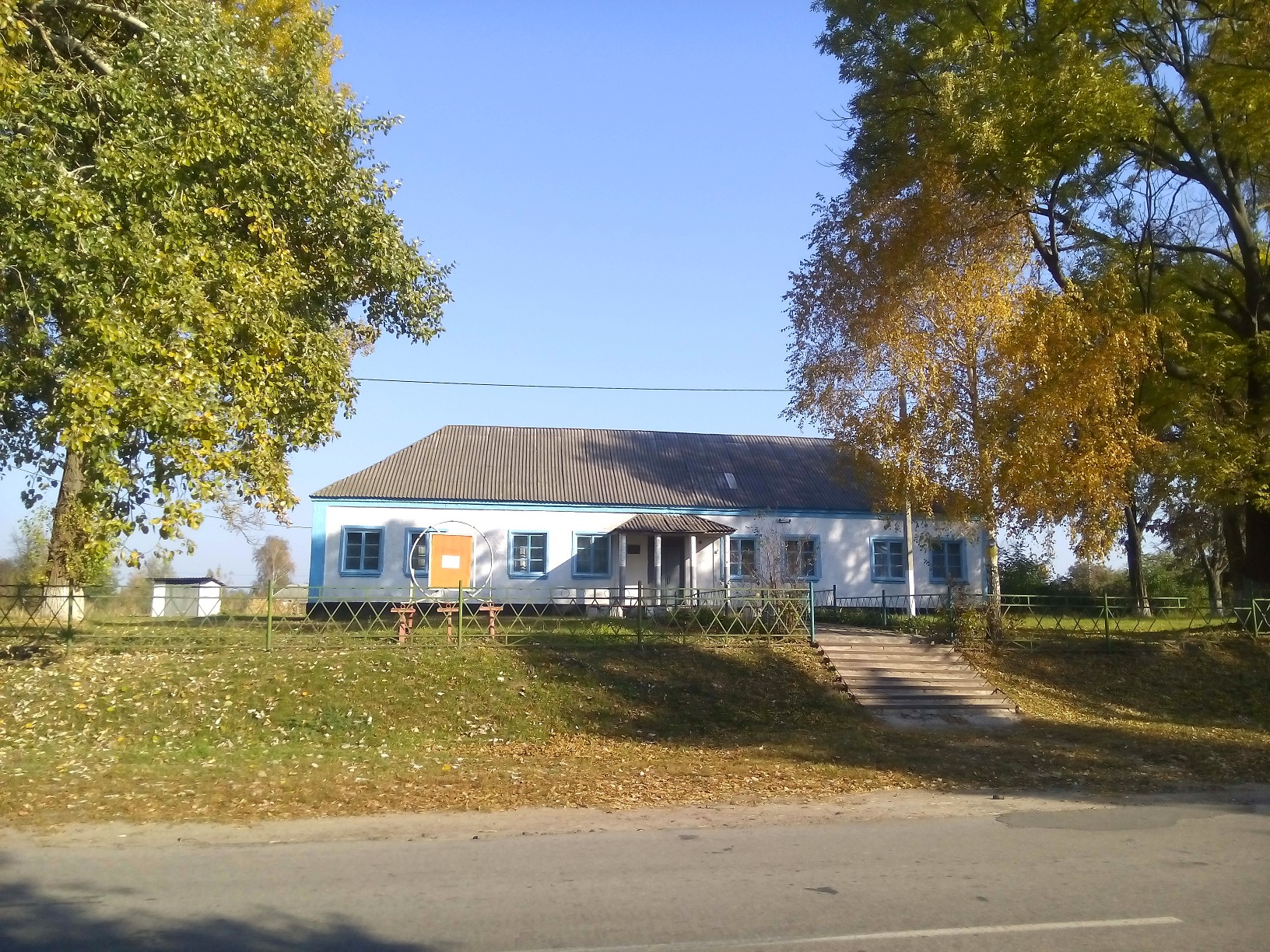
Сільський клуб

Разом зі хрущовською «відлигою» почалося активне відродження села. Збудовано нові господарчі споруди радгоспу та кілька соціальних об'єктів. На заході біля села посаджено хвойний лісовий масив, який доповнив «Са́жалку» — раніше посаджений лісок.
Спеціалізацією радгоспу «Кіровський» стало м'ясо-молочне тваринництво. За успіхи, досягнуті в розвитку сільського господарства, 68 чоловік нагороджені орденами і медалями, серед них пташниця В. Л. Дяченко — орденом Трудового Червоного Прапора.
1960 року школа стала 8-річною.
1962 року село було електрифіковано.
На 1 січня 1963 року село Марківці налічувало 622 двори, населення села становило 1863 мешканці, з них 1033 жінок та 830 чоловіків.

1967 року в селі споруджено обеліск Слави воїнам-односельцям. Тоді ж було електрифіковано залізницю.

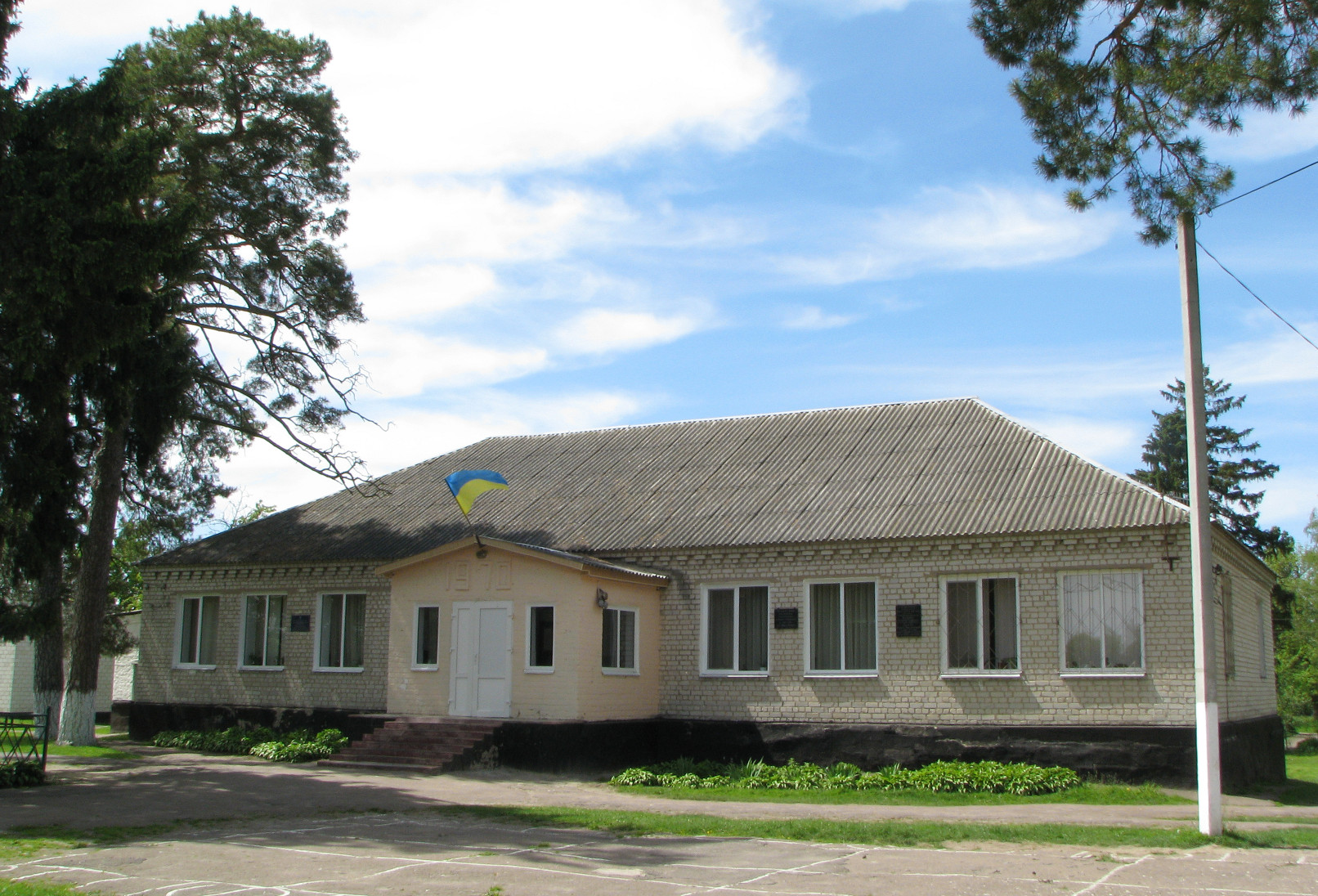
Школа на фундаменті будинку Катериничів

1969 року знову згоріла школа. Відбудували її 1970 року на старому фундаменті.
1972 року населення села становило 2068 мешканців.
1974 року було відкрито залізничну платформу «Листочок», яку пізніше перейменовано на «Ярославку».
1975 року відкрито погруддя П. Н. Зубка.
1976 року директором школи став М'ясоєдов В'ячеслав Миколайович.
Протягом післявоєнного часу місцева влада проводила моніторинг «релігійної обстановки». Зокрема, в доповідній записці від 12 листопада 1979 року йдеться про таке:
|  | В Бобровицком районе состоит на регистрации 7 религиозных обществ Русской православной церкви в селах Кобыжча, Макаровка, Новый Быков, Новая Басань, Озеряны, Петровка, Рудьковка. Кроме того, в районе действует одна незарегистрированная группа верующих пятидесятников в количестве 19 человек в селах Марковцы, Озеряны и Кобыжча. По своему составу верующие характеризуются так: мужчин — 2, женщин — 17, по возрасту: от 50 до 60 лет 5 чел., старше 60 лет — 14 чел. Два человека имеет неполное среднее образование, остальные — начальное и малограмотные. На моления собираются редко в отдельные большие религиозные праздники в доме гр-ки Голик Г. П. (с. Марковцы). |

Протягом 1979—1989 років довелося взяти участь у війні в Афганістані 8 марківчанам. У бойових діях загинули Валерій Іванович Ковнір та Василь Михайлович Лухта.
1981 року директором школи стала Галина Олексіївна Шевченко.
Близько 1985 року біля залізничної зупинки «Ярославка» почалося будівництво дачного селища.
1987 року школа стала 10-річною, 1988 року почалось навчання дітей 6-річного віку.

## Незалежна Україна
Протягом 1990-х років відбувся повний занепад радгоспу, погіршилося соціальне становище марківчан. Поширились алкоголізм та наркоманія. Спроба провести газопровід із Бобровиці зазнала невдачі — чомусь не вистачило коштів на завершальний етап.
У той же час було заасфальтовано кілька великих вулиць. Відкрито залізничну платформу «Трубіж» та розпочато будівництво дачного селища біля неї.

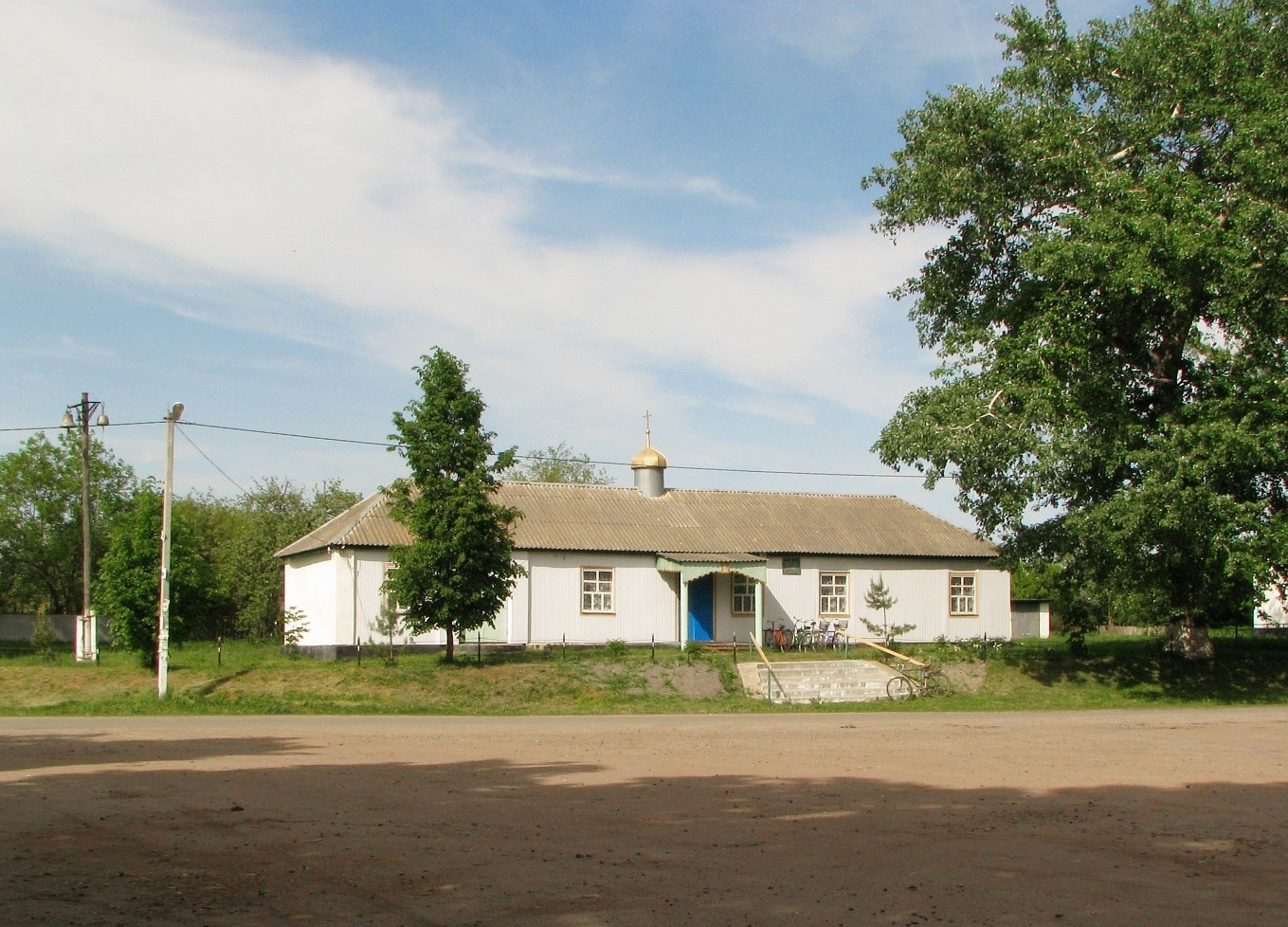
Храм Успіння Пресвятої Богородиці (УПЦ КП)

Майже одночасно відкрилися церковні парафії УПЦ КП та УПЦ МП.
Храм УПЦ КП було відкрито 1996 року у приміщенні старого магазину, яке приходило з роками в занепад. Першим настоятелем став отець Богдан Нікольський. Другим — Михайло Аренич, потім службу Божу правив Мирослав Портатус, а за ним настоятелями цього храму були Валерій Безуглий, отець Іван. З 2008 року настоятелем є отець Василь Бабець.

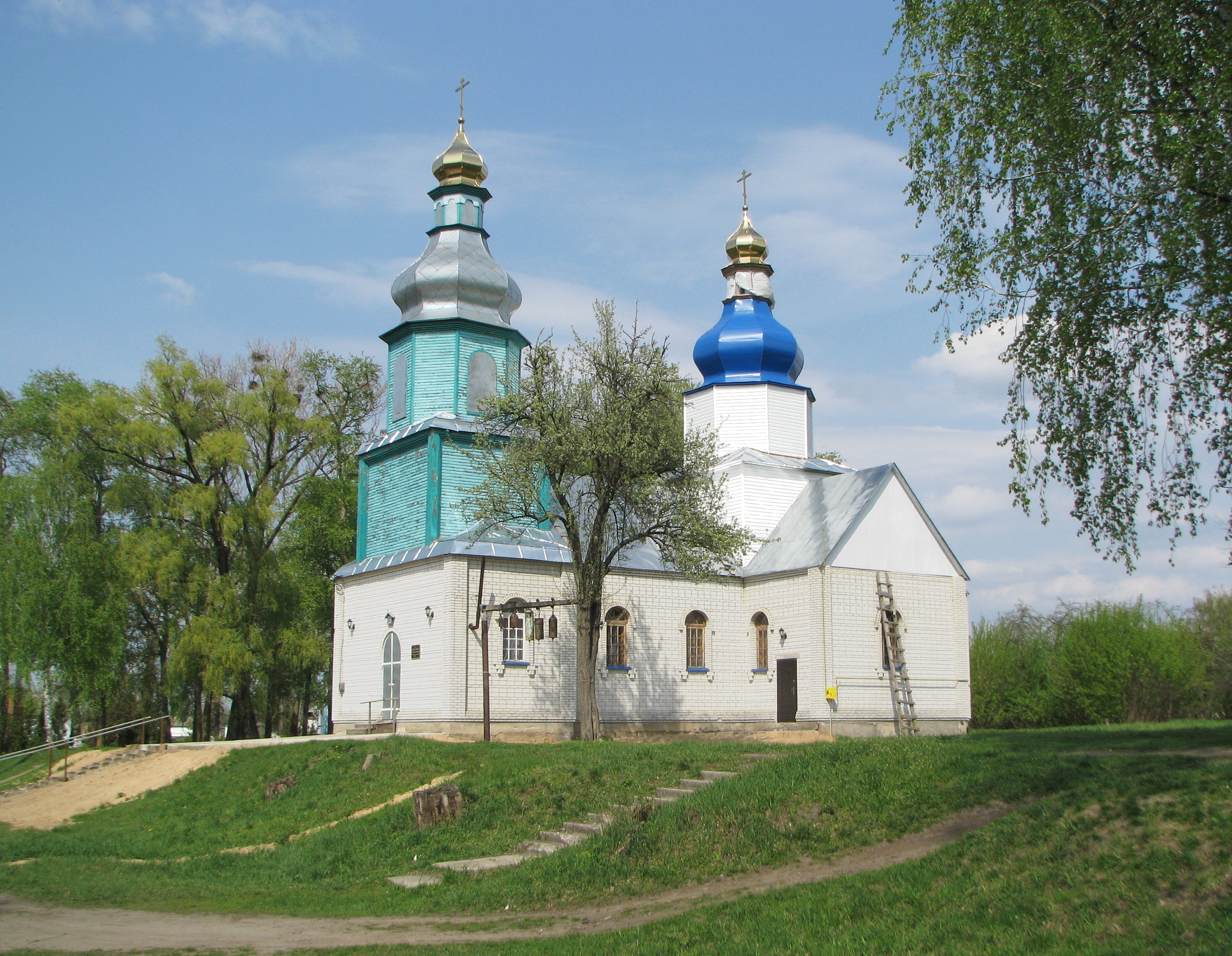
Храм Успіння Пресвятої Богородиці (УПЦ МП)

Парафію УПЦ (МП) було започатковано 1997 року в хаті на Хуторі. Будівництво храму навпроти школи тривало довгі роки. Першим настоятелем став отець Олександр, а після нього Богослужіння проводив отець Іван. На даний час настоятелем цього храму є отець Богдан Кушнірчук.
1 листопада 1998 року Марківці відвідали нащадки Петра Петровича Катеринича Олександр Олександрович Левандовський та Наталія Дмитрівна Дераган.
2000-ні роки принесли певні позитивні зміни, що дають надію на довге майбутнє села. 29 липня 2006 року село було газифіковано. Для цього було збудовано газогін с. Петрівське — Марківці довжиною 8,3 км. Проведення газу в межах села було здійснено за кошти мешканців. 26 грудня 2008 року знов почав роботу відновлений за кошти громади дитсадок «Казка». 10 травня 2014 року Преосвященніший Єпископ Ніжинський і Прилуцький Іриней освятив Успенський храм УПЦ (МП) і подарував ікону з часткою мощей преподобної Смарагди Ніжинської, яка народилась у селі Марківцях.
Під час проведення АТО на Донбасі з 13 мобілізованих (станом на травень 2015) загинуло 4 марківчан:
- Сергій Володимирович Бовсуновський (2014, похований у Бовсунах на рідній Житомирщині),[190]
- Артем Володимирович Ус (2014),[191]
- Олександр Валерійович Онопрієнко (2015),[192]
- Олександр Васильович Вапняр (2015, похований у Гнівані на рідній Вінниччині).[193][194]

С. В. Бовсуновського, А. В. Уса та О. В. Онопрієнка нагороджено орденом «За мужність» III ступеня (посмертно), О. В. Вапняра — орденом Богдана Хмельницького III ступеня (посмертно).

## Додаткові посилання
- Неофіційний сайт села: https://web.archive.org/web/20130820081309/http://www.markivci.ho.ua/
- Вивчай свій рідний край. МАРКІВЦІ (цикл статей у газеті «Жовтнева зоря» за 1966 рік): http://www.markivci.ho.ua/history/history-ZhZ.php%5Bнедоступне+посилання+з+травня+2019%5D
- http://cult.gov.ua/blog/2008-03-11-176